# توظيف الأشخاص المصابين بالتوحد

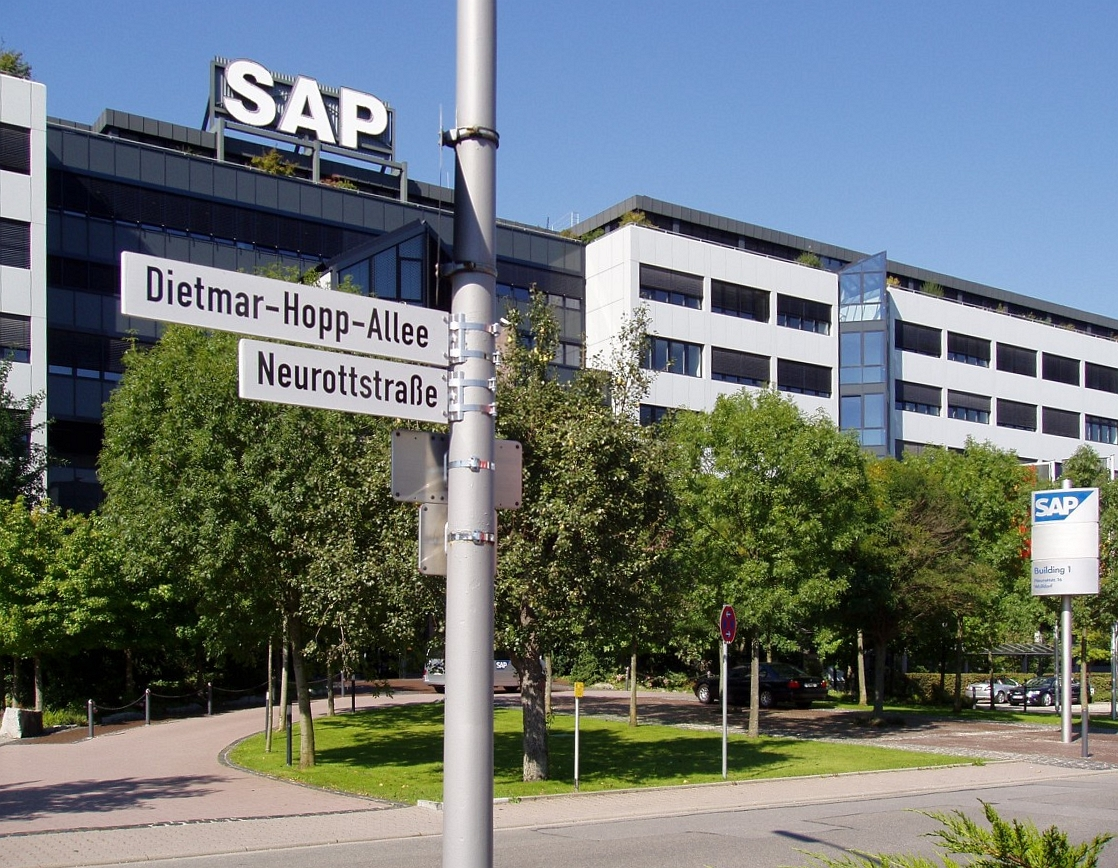
المكتب الرئيسي لشركة SAP في فالدورف، ألمانيا، وهي شركة تصميم ومبيعات برمجيات تمارس العمل الإيجابي لصالح العمال المصابين بالتوحد.

إن توظيف الأشخاص المصابين بالتوحد هو قضية اجتماعية. يعاني الأشخاص المصابون بالتوحد من أحد أدنى معدلات التوظيف بين العمال ذوي الإعاقة، حيث بلغ معدل البطالة بين المصابين بالتوحد ما بين 76% و90% في أوروبا في عام 2014 وحوالي 85% في الولايات المتحدة في عام 2023. 71% من البالغين المصابين بالتوحد عاطلون عن العمل في المملكة المتحدة. هذا على الرغم من حقيقة أن "حوالي 50% من المصابين باضطراب طيف التوحد (ASD) لديهم معدل ذكاء يتراوح بين المتوسط والمرتفع وليس لديهم أي احتياجات بدنية إضافية." يُعد الشباب المصابون بالتوحد أكثر الفئات بطالة مقارنةً بالأشخاص ذوي صعوبات التعلم أو الإعاقات الذهنية أو ضعف الكلام/اللغة.
العديد من البلدان التي لديها قوانين لمكافحة التمييز على أساس الإعاقة غالباً ما تعفي اضطرابات طيف التوحد لأن العديد من الشركات والمؤسسات تمارس الضغوط ضد إدراجها. يرغب أغلب الأشخاص الذين شخصت إصابتهم باضطراب طيف التوحد في العمل وهم قادرون على ذلك، وهناك أمثلة معروفة جيدًا لوظائف ناجحة. ومن ناحية أخرى، ظل العديد من المصابين بالتوحد محتجزين لفترة طويلة في مؤسسات متخصصة، ولا يزال عدد أكبر منهم يعتمدون على عائلاتهم. إن الاحتمالات الأكثر تقييدًا هي للأشخاص غير اللفظيين الذين يعانون من اضطرابات سلوكية. حتى البالغين ذوي الأداء الوظيفي العالي المصابين بالتوحد غالباً ما يكونون عاطلين عن العمل، وخياراتهم الوظيفية تقتصر على وظائف منخفضة المهارة، بدوام جزئي، وغير متصلة، في ورش عمل محمية.
هناك مجموعة واسعة من المهن والمناصب التي يمكن الوصول إليها بسهولة، على الرغم من أن المناصب التي تتطلب القليل من التفاعل البشري هي المناصب المفضلة بشكل كبير، وترتبط بنجاح أكبر. وتعتبر القطاعات مثل الاستخبارات ومعالجة المعلومات في الجيش، وصناعة الضيافة والمطاعم، والترجمة وكتابة النصوص الإعلانية، وتكنولوجيا المعلومات، والفنون والحرف اليدوية والميكانيكا والطبيعة، والزراعة وتربية الحيوانات، من القطاعات المطلوبة والمتكيفة بشكل خاص.
حددت العديد من القضايا المتعلقة بانخفاض معدل التوظيف (والتسريح المرتفع) للأشخاص المصابين باضطراب طيف التوحد في الأدبيات التي تمت مراجعتها من قبل الأقران:
# صعوبات في التفاعل مع المشرفين وزملاء العمل، والتي تنبع من ضعف فهم الأفراد المصابين بالتوحد للعلاقات الاجتماعية. من الأمثلة على ذلك "عدم طلب المساعدة عند الحاجة أو عدم إيجاد عمل آخر لإنجازه، عند غياب المشرفين" و"عدم الامتثال بعد الاستجابة للملاحظات من خلال الجدال مع المشرفين ورفض تصحيح عملهم".
1. فرط الحساسية الحسية، ومن عدم تسامح أصحاب العمل مع هذه الخصوصيات، على الرغم من إمكانية تصحيح هذه المشاكل بسهولة من خلال التدريب المناسب وتوفير تسهيلات وظيفية منخفضة التكلفة.

يؤدي التمييز المتكرر في سوق العمل إلى تقليل فرص الأشخاص المصابين بالتوحد، والذين غالبًا ما يكونون ضحايا لتنظيم العمل غير المناسب. ومن الممكن اتخاذ عدد من التدابير لحل هذه الصعوبات، بما في ذلك التدريب المهني، وتكييف ظروف العمل من حيث الحسية وساعات العمل. وتمارس بعض الشركات سياسة العمل الإيجابي، وخاصة في قطاع تكنولوجيا المعلومات، حيث يُنظر إلى الأشخاص المصابين بالتوحد "ذوي الأداء العالي" باعتبارهم أصولاً تنافسية.
ومع ذلك، كانت هذه الجهود ذات تأثير تجميلي في الغالب، ولم تسفر عن تحسن كبير إحصائيا في نتائج توظيف البالغين المصابين بالتوحد.
في مقالة نشرتها مجلة فوربس عام 2021، كتب مايكل إس. بيرنيك:

- تستمر مبادرات توظيف مرضى التوحد مع كبرى الشركات في النمو، لكنها مجتمعةً لا تؤثر إلا على نسبة ضئيلة جدًا من البالغين المصابين بالتوحد.
- تأخرت الجامعات والمنظمات غير الربحية الكبرى والمؤسسات عن القطاع الخاص في توظيف مرضى التوحد، على الرغم من أنها، نظرًا لمهامها، يجب أن تكون في المقدمة.
- "ميزة موهبة التوحد" عبارة شائعة بين المدافعين، وعادةً ما ترتبط بالمهارات التقنية، أو مهارات الذاكرة، أو بعض أشكال مهارات الموهوبين. لكن السنوات القليلة الماضية أظهرت أن المهارات التقنية موجودة لدى شريحة صغيرة فقط من البالغين المصابين بالتوحد، وأن مهارات الذاكرة والموهوبين لا تتناسب بسهولة مع سوق العمل.
- نتعلم أن "بيئة العمل الصديقة للتوحد" يجب أن تعني أكثر بكثير من مجرد تعديلات الإضاءة أو الصوت... إن بيئة العمل "الصديقة للتوحد" الحقيقية ستكون بيئة عمل ذات ثقافة توازن بين احتياجات العمل وأشكال من الصبر والمرونة.
- نتعلم أهمية معالجة الأمراض المصاحبة المرتبطة عصبيًا بالتوحد. إن الأمراض المصاحبة مثل اضطراب الوسواس القهري، اضطراب القلق، واضطراب الاكتئاب الشديد. تضع عراقيل أمام النجاح الوظيفي أكثر خطورة بكثير من الفشل في إجراء اتصال بصري أو فهم الإشارات الاجتماعية.

## تاريخ

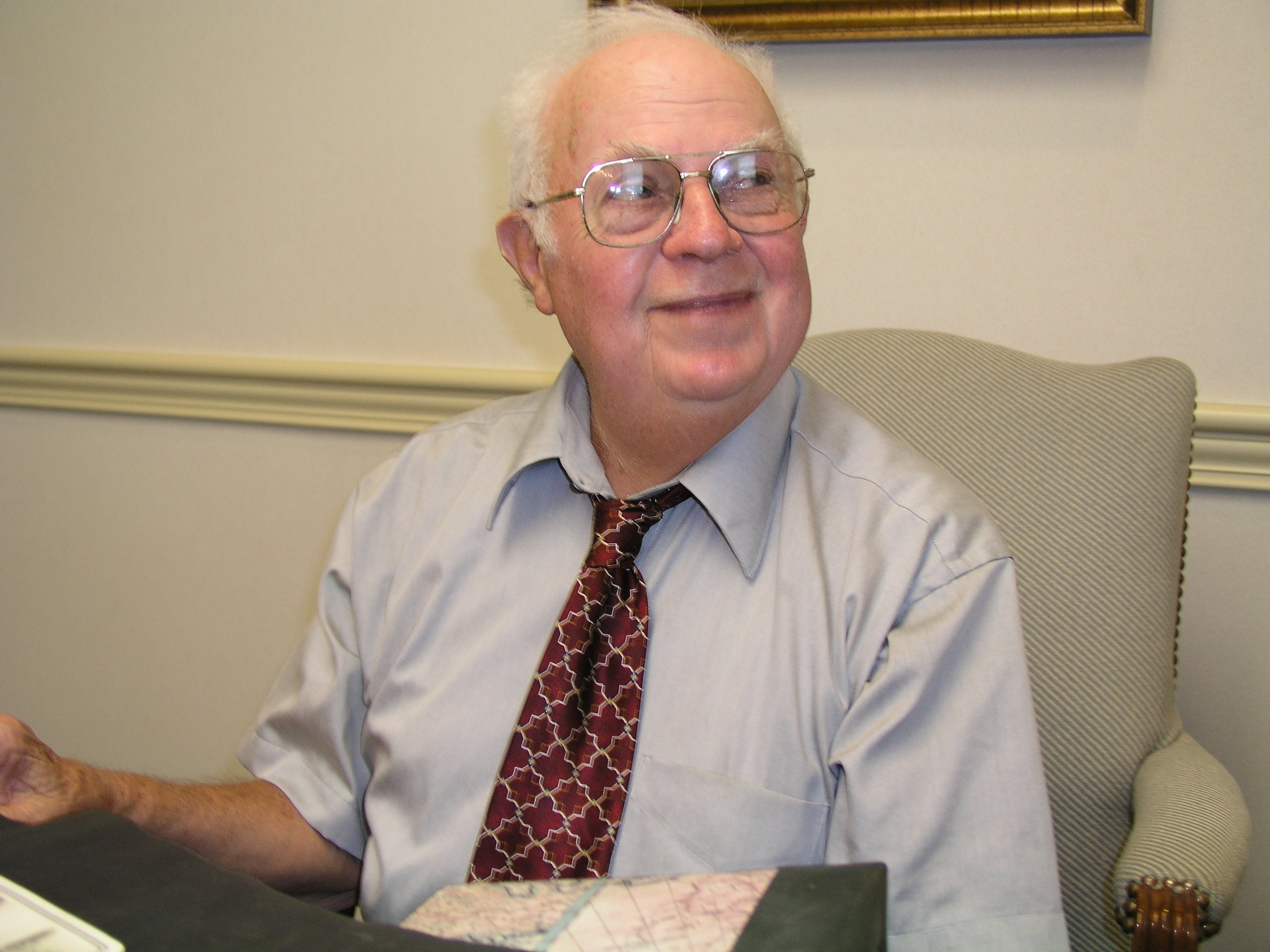
دونالد تريبلت، أول شخص شخص رسميًا بمرض التوحد في مرحلة الطفولة، عمل كموظف في بنك.

إن قضية التوظيف هي قضية حديثة جدًا في المناقشات حول مرض التوحد. لقد اعتبر الأشخاص الذين شخصوا إصابتهم بالتوحد الطفولي غير قادرين على العمل لفترة طويلة. وفقًا للصحفي الاستقصائي الأمريكي ستيف سيلبرمان، عندما نشر الطبيب النفسي الأمريكي إدوارد ريتفو وفريقه مقالًا في عام 1988 يشير إلى أن البالغين المصابين بالتوحد قادرون على تكوين حياة أسرية والحصول على وظيفة، سخر منهم معظم المتخصصين في ذلك الوقت.
في نهاية القرن العشرين، وسعت معايير تشخيص مرض التوحد، مما جعل اكتشافه أسهل وأسرع. وقد أدى هذا إلى زيادة في عدد التشخيصات: حيث يؤثر التوحد على حوالي 1% من سكان العالم (في عام 2016)، بدرجات متفاوتة من الإعاقة. تسمح معايير الدليل التشخيصي والإحصائي للاضطرابات النفسية (الطبعة الخامسة) بالتشخيص على أساس الصعوبات في التواصل والتفاعل الاجتماعي، والسلوكيات والاهتمامات المقيدة والمتكررة، مع "تأثير سريري مهم من حيث الأداء" في المصطلحات الاجتماعية والأكاديمية والمهنية. تظهر هذه الأعراض منذ الطفولة المبكرة، ولكن "تختفي في وقت لاحق من الحياة من خلال استراتيجيات مكتسبة". ومن ثم، هناك تنوع كبير في السمات الشخصية بين البالغين المصابين بالتوحد، من حيث المهارات والأداء الاجتماعي والاهتمامات. يعتمد هذا التنوع على عوامل فردية مثل الذكاء ومهارات اللغة ووجود أمراض مصاحبة، بالإضافة إلى العوامل البيئية مثل دعم الأسرة وتوفير التدخلات والخدمات المناسبة ونوعية الحياة والعوامل الاجتماعية والعاطفية المختلفة.
في الولايات المتحدة، وفي كاليفورنيا على وجه الخصوص، كانت الجمعيات والشخصيات العامة تطالب بتوظيف الأشخاص المصابين بالتوحد منذ عام 1999 على الأقل. في العام نفسه، نشرت تيمبل جراندين، وهي مصابة بالتوحد، مقالة قصيرة توصي فيها باستخدام مهارات التوظيف لدى الأشخاص المصابين بالتوحد، وخاصة التفكير البصري. في نهاية عام 2000، عملت الباحثة صوفي نيسبيت مع الجمعية الوطنية للتوحد في المملكة المتحدة (NAS) لدراسة قابلية توظيف الأشخاص المصابين بمتلازمة أسبرجر. ينعكس الإدماج التدريجي للتوحد في مجال الإعاقة على المستوى الدولي في توجيه مجلس أوروبا الصادر في 27 نوفمبر 2000، والذي يدعو إلى "عدم التمييز في التوظيف والمهنة"، والذي ينطبق على العمال المصابين بالتوحد. النسخة الفرنسية منه هي قانون عام 2005 بشأن المساواة في الحقوق والفرص والمشاركة والمواطنة للأشخاص ذوي الإعاقة، والذي أدى إلى إنشاء منازل إدارية للأشخاص ذوي الإعاقة. بين عامي 2003 و2008، تضاعف عدد البالغين المصابين بالتوحد في الولايات المتحدة الذين يتلقون خدمات إعادة التأهيل المهني أكثر من ثلاثة أضعاف.
في عام 2015 أشار الأمين العام للأمم المتحدة بان كي مون إلى أن غالبية البالغين المصابين بالتوحد في جميع أنحاء العالم عاطلون عن العمل. في فبراير 2017، قدم جوزيف شوفانيك، الحاصل على درجة الدكتوراه في الفلسفة والعلوم الاجتماعية (EHESS)، وهو نفسه مصاب بالتوحد، أول تقرير فرنسي مخصص لتوظيف البالغين المصابين بالتوحد، حيث ذكر أن "توظيف الأشخاص المصابين بالتوحد في فرنسا لا يزال في مراحله الأولى بوضوح". في المملكة المتحدة، سلمت الجمعية الوطنية للتوحد (NAS) عريضة إلى الحكومة البريطانية في 21 فبراير 2017، وقع عليها 30 ألف شخص، تدعو إلى جعل توظيف البالغين المصابين بالتوحد أولوية. افتتحت مؤسسة مالاكوف-ميديريك موقعًا متخصصًا في فرنسا في نهاية عام 2018.

### الأدب العلمي

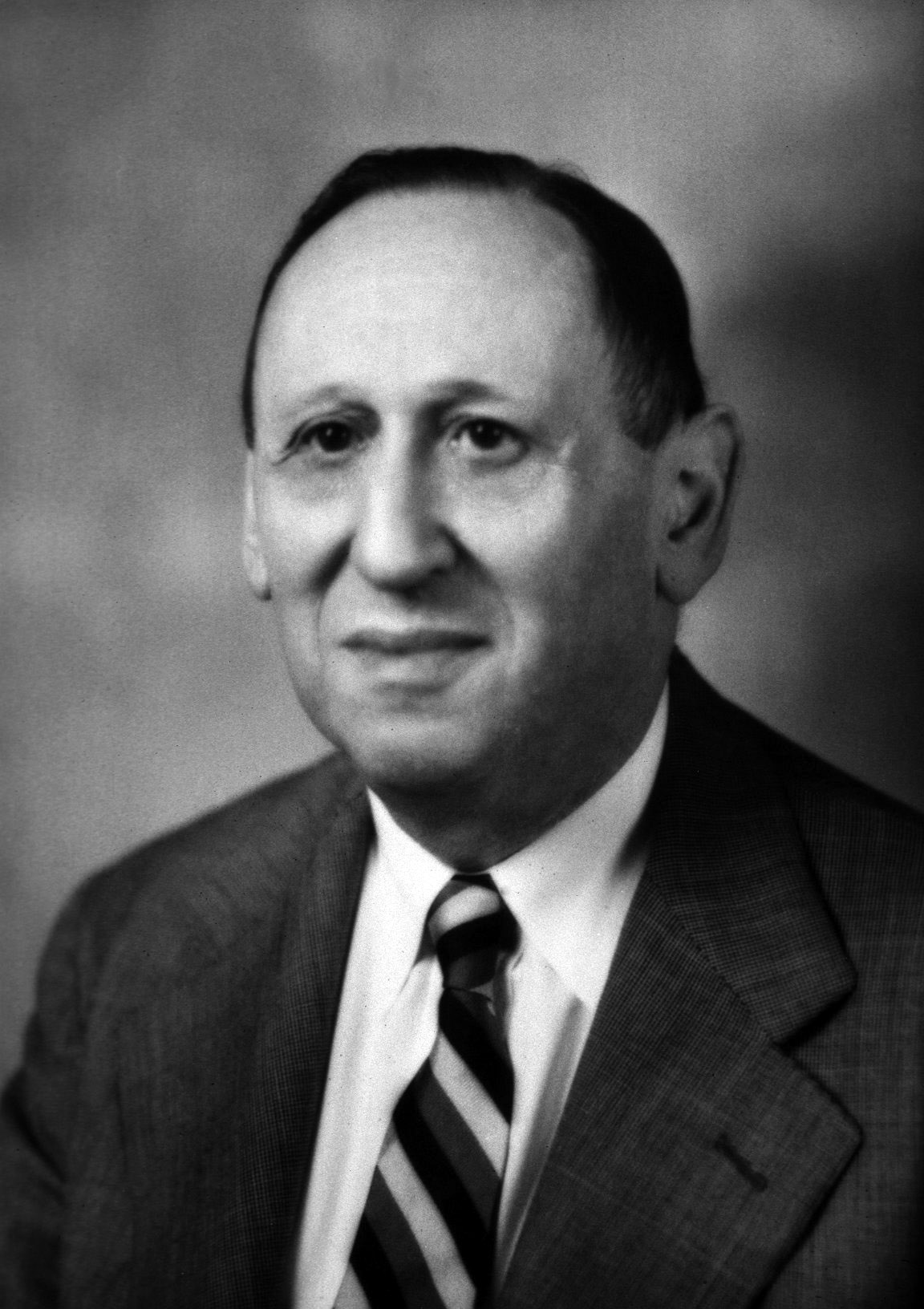
قام ليو كانر بتتبع تطور الأطفال الذين قام بتشخيصهم في عام 1943.

قام ليو كانر، طبيب الأطفال النفسي الذي اكتشف مرض التوحد عند الأطفال، بمتابعة تقدم الحادي عشر طفلاً (الذين كانوا عمومًا من خلفيات متميزة) الذين شخصهم من أجل نشر دراسته الرائدة في عام 1943. واصل العديد منهم الحصول على وظائف لائقة (وخاصة "المريض 0"، دونالد تريبلت)، في حين لم يتمتع أولئك الذين وضعوا في المؤسسات بالاستقلالية الكافية أو لم يتمتعوا بها على الإطلاق في مرحلة البلوغ. يرجع تاريخ أول دراسة حددت للنتائج الاجتماعية والمهنية إلى عام 1970، استنادًا إلى متابعة لمدة تتراوح بين خمسة إلى خمسة عشر عامًا للأشخاص الذين شخصوا في ذلك الوقت بالذهان الطفولي. بدأت الدراسات المحددة في الولايات المتحدة في النصف الثاني من ثمانينيات القرن العشرين.

في عام 2010 نشرت طبيبة الطب النفسي والباحثة الأمريكية دون هندريكس كتابا بعنوان "التوظيف والبالغين المصابين باضطرابات طيف التوحد: التحديات والاستراتيجيات لتحقيق النجاح". وسلطت الضوء على معدل التوظيف المنخفض للغاية ورغبة البالغين المصابين بالتوحد في العمل، ودعت إلى توفير خيار دعم التوظيف للجميع. وفي العام التالي، ظهر مقال للباحث والطبيب النفسي الفرنسي الكندي لوران موترون في المجلة العلمية "نيتشر" بعنوان "تغيير المفاهيم: قوة التوحد". وشهادةً على خبرته في العمل مع الباحثين المصابين بالتوحد، بما في ذلك ميشيل داوسون، كجزء من فريقه في جامعة مونتريال، يأمل أن يشارك المزيد من المصابين بالتوحد في فرق البحث:
إنهم موجودون هناك بسبب صفاتهم الفكرية والشخصية. أعتقد أنهم يساهمون في العلم بسبب إصابتهم بالتوحد، وليس على الرغم منه. يعرف الجميع قصص الأشخاص المصابين بالتوحد الذين يتمتعون بقدرات علمية غير عادية، مثل ستيفن ويلتشير، الذي يستطيع رسم المناظر الطبيعية للمدينة بشكل رائع من الذاكرة بعد رحلة بطائرة هليكوبتر. لا يوجد أحد من أعضاء مختبري من العلماء. إنهم أشخاص عاديون مصابون بالتوحد. لوران موترون، تغيير التصورات: قوة التوحد.
تغطي المراجعة الأولى المخصصة خصيصًا لإعادة تأهيل البالغين المصابين بالتوحد للعمل، والتي نُشرت في يناير 2014 بواسطة ديفيد ب. نيكولاس وآخرون، 10 دراسات، وتسلط الضوء على نقص الأدبيات العلمية المتاحة. في سبتمبر 2016، نشرت مراجعة يوشين بيلاي وشارلوت براونلو لـ "التنبؤات بنتائج التوظيف الناجحة للمراهقين المصابين باضطرابات طيف التوحد: مراجعة منهجية للأدبيات"، استنادًا إلى 297 مقالة.
في مايو 2019، نشرت مراجعة جديدة للأدبيات العلمية مخصصة بالكامل للعوامل التي تعزز التوظيف للأشخاص المصابين بالتوحد، بقلم ميليسا سكوت وفريقها: وهي تغطي 134 دراسة لعوامل الإدماج، 36 منها تقيم فعالية تدخلات التوظيف. إجرى الغالبية العظمى من هذه الدراسات في الولايات المتحدة.

### تجارب التوظيف المستهدفة

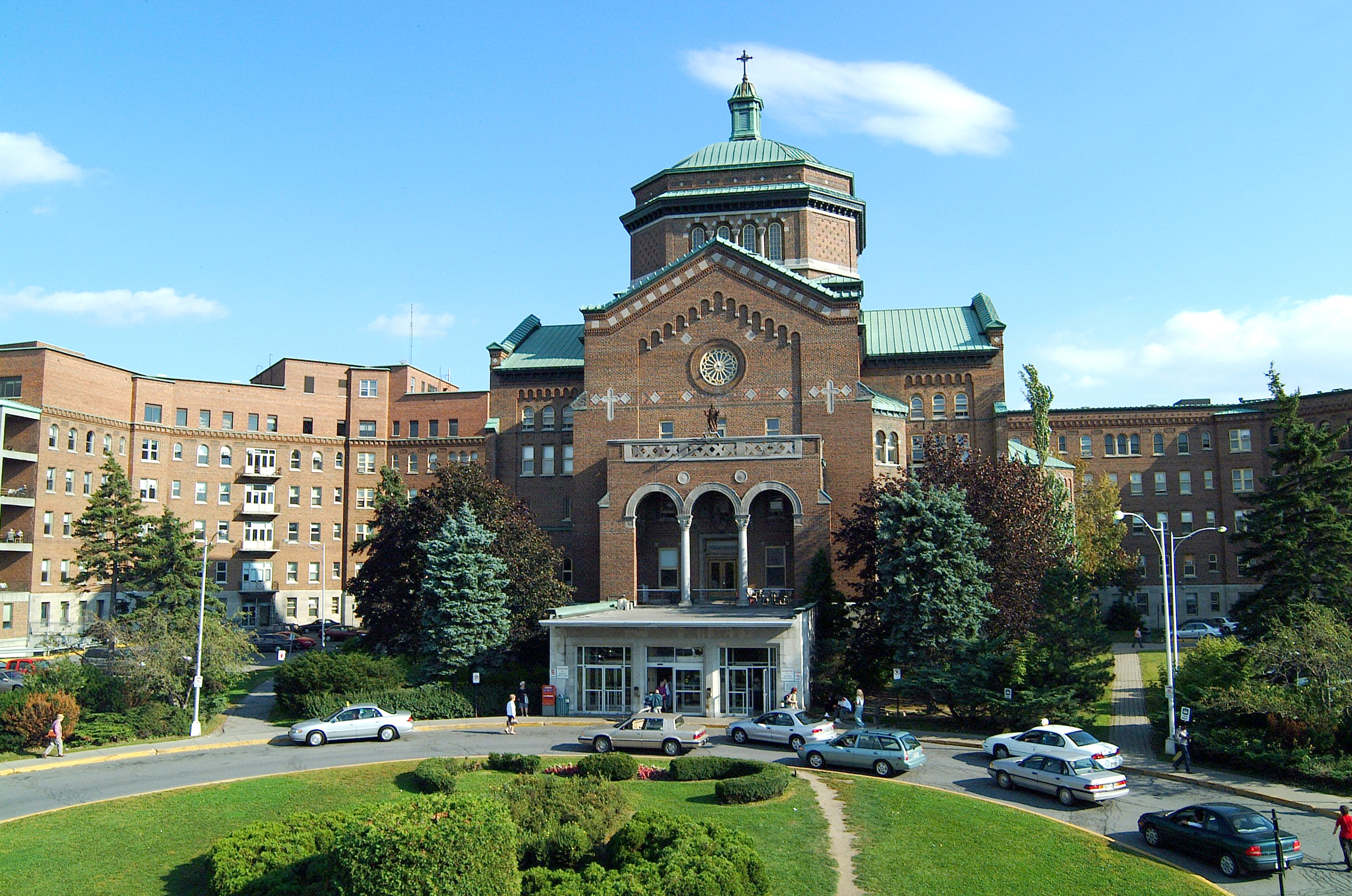
مستشفى القلب المقدس في مونتريال، وهو جزء من جامعة مونتريال، يوظف بانتظام باحثين مصابين بالتوحد.

منذ نهاية العقد الأول من القرن الحادي والعشرين، أطلقت عدد من البلدان خططًا لتوظيف الأشخاص المصابين بالتوحد، ليس لأسباب طبية اجتماعية، ولكن بسبب الاهتمام بمهاراتهم في مهام محددة. يعتمد نموذج الأعمال الخاص بالهياكل المتخصصة في توظيف البالغين المصابين بالتوحد على تقييم هذه المهارات التي تمكنها الاضطرابات العصبية. يعتبر التوحد بشكل عام أحد الأصول التي يتمتع بها أصحاب العمل في وادي السيليكون. وفي ألمانيا والدنمرك والولايات المتحدة والهند، تمارس الشركات العاملة في قطاع تكنولوجيا المعلومات التمييز الإيجابي. يشهد التدريب المهني تزايدًا، وخاصةً في جمهورية التشيك وألمانيا والولايات المتحدة وأيرلندا. تستخدم شركة ميتيكيولون في كندا، وشركة أوتيكون في ألمانيا، وشركة شراكة تدريب وتوظيف لمرضى متلازمة أسبرجر في الولايات المتحدة الأمريكية، التدريب الوظيفي مع مرجع واحد للموظف المصاب بالتوحد. في بلجيكا، يعتمد مخطط "Passwerk"، الذي تم إنشاؤه في عام 2008، على التدريب الفردي المكثف للموظفين المصابين بالتوحد.
في عام 2008، إطلق مشروع ضمان جودة أسبرجر (AQA) في ضواحي تل أبيب، لتمكين الإدماج المهني للبالغين المصابين بالتوحد ذوي الأداء العالي في مجال اختبار البرمجيات، واستهداف المناصب ذات الجودة في الشركات المتعددة الجنسيات. تأسست شركة اختبار البرمجيات والاستشارات Specialisterne، التي تعمل في 16 دولة ومقرها في الدنمارك، على يد والد طفل مصاب بالتوحد، وتوظف 70% من العمال المصابين بالتوحد في وظائف ملائمة. في عام 2012، أطلق اثنان من عملاء الموساد مشروع روعيم راخوك، وهي وحدة استخبارات تابعة للجيش الإسرائيلي تعمل على تجنيد المراهقين المصابين بالتوحد على وجه التحديد لتحليل الصور الجوية والصور الملتقطة عبر الأقمار الصناعية. في عام 2013، أعلنت شركة البرمجيات الألمانية SAP أنها تبحث عن 650 شخصًا مصابًا بالتوحد لقسم البحث والتطوير الخاص بها، بهدف أن يكون هناك 1% من الموظفين المصابين بالتوحد. في عام 2015، أعلنت شركة مايكروسوفت عن إطلاق برنامج لتوظيف موظفين مصابين بالتوحد بدوام كامل في مقرها الرئيسي في ريدموند. في فرنسا، منذ عام 2014، بدأت مجموعة أندروس، بدعم من مؤسسة أورانج، في توظيف موظفين مصابين بالتوحد في مصنعها في نورماندي. معظمهم غير لفظيين، ويعملون بدوام جزئي.
وتظل عمليات التوظيف المستهدفة هذه من خلال التمييز الإيجابي مبادرات نادرة ومعزولة. إنها ليست كافية لمعالجة مشكلة نقص تشغيل الأشخاص المصابين بالتوحد.

### التأثيرات الجيلية والتغيرات في سوق العمل
ويجب أن نأخذ في الاعتبار التأثيرات الجيلية عند معالجة هذه القضية. حتى تسعينيات القرن العشرين، كان التشخيص الاجتماعي والمهني للبالغين المصابين بالتوحد سيئًا للغاية بشكل عام، حيث كان حوالي ثلاثة أرباعهم يقيمون في مؤسسات أو يعتمدون على والديهم.

ويشير جوزيف شوفانيك إلى أن "البالغين المصابين بالتوحد يعانون من إخفاقات أنظمة التعليم والصحة والإدماج بشكل عام التي واجهوها خلال طفولتهم والآثار المدمرة أحيانًا على بناء الشخص لسنوات من التسرب من المدرسة، والاستبعاد الطبي والاجتماعي، وغالبًا ما يكون ذلك بسبب الهشاشة والتهميش الشديدين، إن لم يكن بسبب العنف":
إن أي محاولة لمعالجة قضية توظيف الأشخاص المصابين بالتوحد يجب أن تأخذ في الاعتبار حقيقة مفادها أن عددا قليلا جدا من الأشخاص المصابين بالتوحد عاشوا حياة خطية. إن القاعدة الإحصائية السائدة، بل والفريدة تقريبًا، في هذا المجال هي التناوب بين مراحل الإدماج الأكبر أو الأقل، وأنواع مختلفة من الهشاشة، مع انقطاعات متعددة في المسار وفترات طويلة دون حل.

جوزيف شوفانيك، تقرير مقدم إلى سكرتير الدولة المكلف بالأشخاص ذوي الإعاقة ومكافحة الاستبعاد من الحدث المهني للأشخاص المصابين بالتوحد.
إن الظروف المحددة التي مكنت عددًا معينًا من الأشخاص المصابين بالتوحد من الحصول على فرص عمل، وحتى مسارات مهنية ذات قيمة (إمكانية الاستقطاب، على سبيل المثال في مجال البحث، والوزن الأقل للخبرة السابقة، وما إلى ذلك) أصبحت نادرة بشكل متزايد في سوق العمل. منذ حوالي عام 1900. في عام 2010، أدى انتشار الاختبارات التي تتطلب مهارات اجتماعية (مثل أسئلة المقابلات السلوكية) إلى خلق عقبة أخرى على طريق التوظيف للأشخاص المصابين بالتوحد.
ربما أدت التغيرات البنيوية في سوق العمل (التي أصبحت أكثر تنافسية وتجزئة)، وطرق التوظيف والمتطلبات الأساسية (المهن الخطية، والتوظيف الرسمي، وتكاثر الوسطاء، والفرز المحوسب حسب الكلمات الرئيسية في السيرة الذاتية، وما إلى ذلك) إلى تأثيرات الإزاحة، مما أدى إلى مضاعفة الصعوبات التي يواجهها الأشخاص المصابون بالتوحد في الحصول على فرص العمل. ومن المرجح أن هذه الصعوبات قد زادت منذ عام 2000. في الولايات المتحدة في عام 2016، ربط معظم قادة الأعمال، وخاصة النساء، تلقائيًا بين التوحد وخصائص التركيز والانتباه في العمل.
بالإضافة إلى ذلك، تتطور المعرفة بالتوحد بين قادة الأعمال وأصحاب العمل بشكل عام، وتؤثر بقوة على قابلية التوظيف.
إن إلغاء الوساطة (تطوير منصات التوظيف) يفتح طرقًا جديدة لتنظيم العمل، وإضفاء الصفة الموضوعية على المهارات وتقديرها، مما يجعل من الممكن استكشاف عدد من التجارب الأكثر ملاءمة للأشخاص ذوي الإعاقة، وخاصة فيما يتعلق بملف الأشخاص المصابين بالتوحد. على سبيل المثال، من المرجح أن تصبح وظائف العمل عن بعد شائعة بشكل متزايد في السنوات القادمة. وفقًا لتيبور ن. فاركاس وزملائه، فإن التوظيف والاحتفاظ بالوظيفة هما التحديان الرئيسيان المرتبطان بدمج الأشخاص المصابين بالتوحد في مكان العمل، وذلك بسبب عجزهم عن التواصل والمهارات الاجتماعية.

## إحصائيات

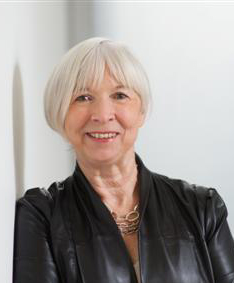
قامت أستاذة علم النفس باتريشيا هاولين بدراسة احتمالات التوظيف للأشخاص المصابين بالتوحد.

يعاني البالغون المصابون بالتوحد في جميع مستويات الاستقلالية من فترات البطالة ونقص العمل. بشكل عام، يتقاضون أجورًا أقل من أقرانهم غير المصابين بالتوحد (سواء بسبب عدد أقل من الساعات أو اختلاف في مقدار الأجر مقابل وظيفة مكافئة)، يعملون بمستوى أقل من مؤهلاتهم أو مهاراتهم الفعلية، ويعانون من المزيد من التمييز.
هناك ثلاثة أنواع رئيسية من فرص العمل المتاحة: البيئة العادية أو "التنافسية"، دون دعم محدد؛ والبيئة العادية مع دعم و/أو تسهيلات محددة؛ والبيئة التي يطلق عليها "المحمية" أو "غير التنافسية" أو "المحددة" (العمل طويل الأجل المخصص للأشخاص ذوي الإعاقة، مثل مؤسسات وخدمات مرافقة العمل في فرنسا). تعمل أغلبية الشباب البالغين المصابين بالتوحد في بيئات محمية بشكل يومي (2012). وبالتالي تلعب هذه البيئات المحمية دورًا رئيسيًا في قضية توظيف المصابين بالتوحد. وفقًا للأكاديمية الوطنية للعلوم، في المملكة المتحدة، يقول 79% (2009) إلى 77% (2017) من البالغين المصابين بالتوحد المتقاعدين أو العاطلين عن العمل إنهم يريدون العمل، لذا فإن الرغبة في العثور على وظيفة "شائعة" بشكل عام.
ومن بين مجتمع التوحد السويدي، تبرز ردود فعل رئيسية تجاه التوظيف: الأولى تنظر إلى التوحد من زاوية طبية، باعتباره مشكلة صحية تعيق القدرة على التوظيف، وتشكل وجهة النظر السائدة إلى حد ما؛ والثانية تدعو إلى الاعتراف بخصوصيات العمال المصابين بالتوحد في السياق غير التوحدي، وتستند إلى النموذج الاجتماعي للتوحد للمطالبة بالتكيف مع ظروف العمل.

### مستويات الدبلوم
إن المستويات التعليمية للأشخاص المصابين بالتوحد المستقلين خارج المؤسسات أقل بكثير من المستويات التعليمية للأشخاص غير المصابين بالتوحد، مع وجود حالات قليلة من البالغين "المتعلمين بشكل مفرط". هناك انجذاب عام للدراسة، ولكن هناك ميل متكرر إلى الانسحاب من الدورات التدريبية ليصبحوا قادرين على التعلم ذاتيًا، بسبب عدم كفاية التوقعات. من الواضح أن مستوى الدبلوم مرتبط بقدرة التوظيف. إن الأشخاص المصابين بالتوحد الذين وضعوا في مؤسسات متخصصة يكونون مؤهلين بشكل سيئ للغاية، وذلك بسبب عدم إمكانية الحصول على التدريب. وقد أظهرت دون هندريكس وأستاذة علم النفس البريطانية باتريشيا هاولين، من بين آخرين، أن احتمالات خريجي المدارس المصابين بالتوحد محدودة للغاية، سواء بالمقارنة مع عامة السكان أو مع البالغين الذين يعانون من اضطرابات النمو الأخرى. لا تظهر معدلات التوظيف المنخفضة هذه أثناء الانتقال إلى مرحلة البلوغ أي تحسن بمرور الوقت.

### معدلات التوظيف
قدرت الأمم المتحدة معدل التوظيف العام بنحو 20% في عام 2015. وفي جميع أنحاء أوروبا، وفقًا لتقديرات جمعية التوحد الأوروبية، كان ما بين 76% و90% من الأشخاص المصابين باضطرابات طيف التوحد عاطلين عن العمل في عام 2014. لا توجد إحصاءات رسمية عامة (دولية) حول معدلات التوظيف للبالغين المصابين بالتوحد، فقط إحصاءات حسب المجموعة الفرعية. في فرنسا (في عام 2017)، لا توجد بيانات موثوقة؛ وقد قدرت الوكالة الوطنية للإحصاء (2016)، على أساس التوليف الذي أجرته الهيئة العليا للصحة في عام 2010، أن 56٪ من البالغين المصابين بالتوحد يمكنهم العمل بدوام جزئي لمدة خمس ساعات في الأسبوع في المتوسط، وأن ما بين 1٪ و10٪ لديهم عمل بدوام كامل.
وفقًا لمراجعة الأدبيات العلمية التي أجراها الباحثان أليسا ليفي وأدريان بيري، والتي نُشرت في عام 2011، فإن ما معدله 24% من الأشخاص المصابين بالتوحد يجدون عملاً خلال حياتهم، وعادةً على أساس متقطع و/أو بدوام جزئي. الوظائف المعنية منخفضة الأجر وغير مجزية. وفقًا للهيئة الوطنية للإحصاء، بلغ معدل التوظيف في المملكة المتحدة 32% في جميع أنواع الوظائف في عام 2017، منها 16% بدوام كامل، وهو معدل مستقر نسبيًا منذ عام 2007. وفقًا لديميان ميلتون (في يوم دراسة الجمعية الوطنية للعلوم، 7 مايو 2015)، فإن 15% فقط من عينة مكونة من 2000 شخص مصاب بالتوحد شملهم الاستطلاع في المملكة المتحدة كانوا يعملون بدوام كامل مدفوع الأجر. في الولايات المتحدة، أظهرت دراسة أجريت على 72 بالغًا مصابًا بالتوحد على مدى 12 عامًا أن ما يقرب من 25% فقط احتفظوا بوظائفهم طوال الفترة، بينما وجد ثلاثة أرباعهم عملاً لفترة قصيرة على الأقل.
هناك ظاهرتان تؤديان إلى تحيزات الاختيار. بعض الأشخاص في العمل لا يدركون أنهم مصابون بالتوحد، وخاصة النساء. لدى الآخرين تشخيص خاطئ (الذهان الطفولي.)، أو لديهم تشخيص لكنهم يرفضون التواصل به، و/أو إخفاء خصوصياتهم السلوكية عن زملائهم وأصحاب العمل: 9% من 99 شخصًا في العمل تمت مقابلتهم في استطلاع مالاكوف ميديريك في عام 2015 قالوا إنهم لم يخبروا أحدًا بأنهم مصابون بالتوحد؛ 26% فقط أبلغوا رؤساءهم وزملائهم.
تشير المراجعة التي أجراها سكوت وآخرون (2019) إلى الأشكال الموجزة التالية:
| دولة             | معدل التوظيف المقدر لجميع الأنواع مجتمعة                                           | معدل التوظيف بدوام كامل المقدر |
| ---------------- | ---------------------------------------------------------------------------------- | ------------------------------ |
| أستراليا         | 42%                                                                                |                                |
| الولايات المتحدة | 58% (من بين الفئة العمرية 15-25 عامًا)                                              | 21%                            |
| فرنسا            | تقدير بنسبة 0.5% في البيئات السائدة (مُتنازع عليه مع بيانات CNSA)؛ المعدل غير معروف |                                |
| المملكة المتحدة  | 34%                                                                                | 15%                            |

في الولايات المتحدة، عمل حوالي نصف (53.4%) من الشباب البالغين المصابين باضطراب طيف التوحد (ASD) بعد ترك المدرسة (أرقام عام 2011)، وهذا المعدل هو الأدنى بين مجموعات الإعاقة. يقدر مايكل بيرنيك وريتشارد هولدين (2015) أن معدل البطالة الإجمالي بين الأمريكيين المصابين بالتوحد يتراوح بين 60٪ و 70٪.

### عوامل البطالة
تتميز الخصائص السلوكية للأشخاص المصابين بالتوحد الذين يظلون في العمل عن أولئك الذين لا يفعلون ذلك، حيث تواجه النساء صعوبة أكبر في العثور على عمل مقارنة بالرجال. أظهرت دراسة أمريكية أجريت على 254 شخصًا بالغًا مصابًا بالتوحد أن أولئك الذين كشفوا عن تشخيصهم لصاحب العمل كانوا أكثر احتمالًا للتوظيف بثلاث مرات من أولئك الذين لم يفعلوا ذلك. معدل التوظيف أفضل للأشخاص الذين يتمتعون بمهارات اجتماعية وحوارية. معدل البطالة للأشخاص المصابين بالتوحد الذين شخصوا بإعاقة ذهنية أعلى بنحو 3 مرات. ومع ذلك، تميل دراسة أحدث (2018) تستند إلى متابعة مجموعة من سكان ولاية يوتا منذ ثمانينيات القرن العشرين، إلى إبطال العلاقة بين درجة الذكاء ومعدل التوظيف، واستنتاج أن الافتقار إلى إتقان المهارات الاجتماعية هو العامل الرئيسي في البطالة. على نحو مماثل، وفقًا للوران موترون، في أمريكا الشمالية (2011)، لا يستطيع حوالي 10% من المصابين بالتوحد التحدث و90% ليس لديهم عمل منتظم، ويظل 80% من البالغين المصابين بالتوحد معتمدين على والديهم؛ ومع ذلك فإن أقلية فقط لديهم اضطراب عصبي مصاحب يقلل من الذكاء (على سبيل المثال متلازمة إكس الهش).

## إمكانية الوصول وفوائد التوظيف

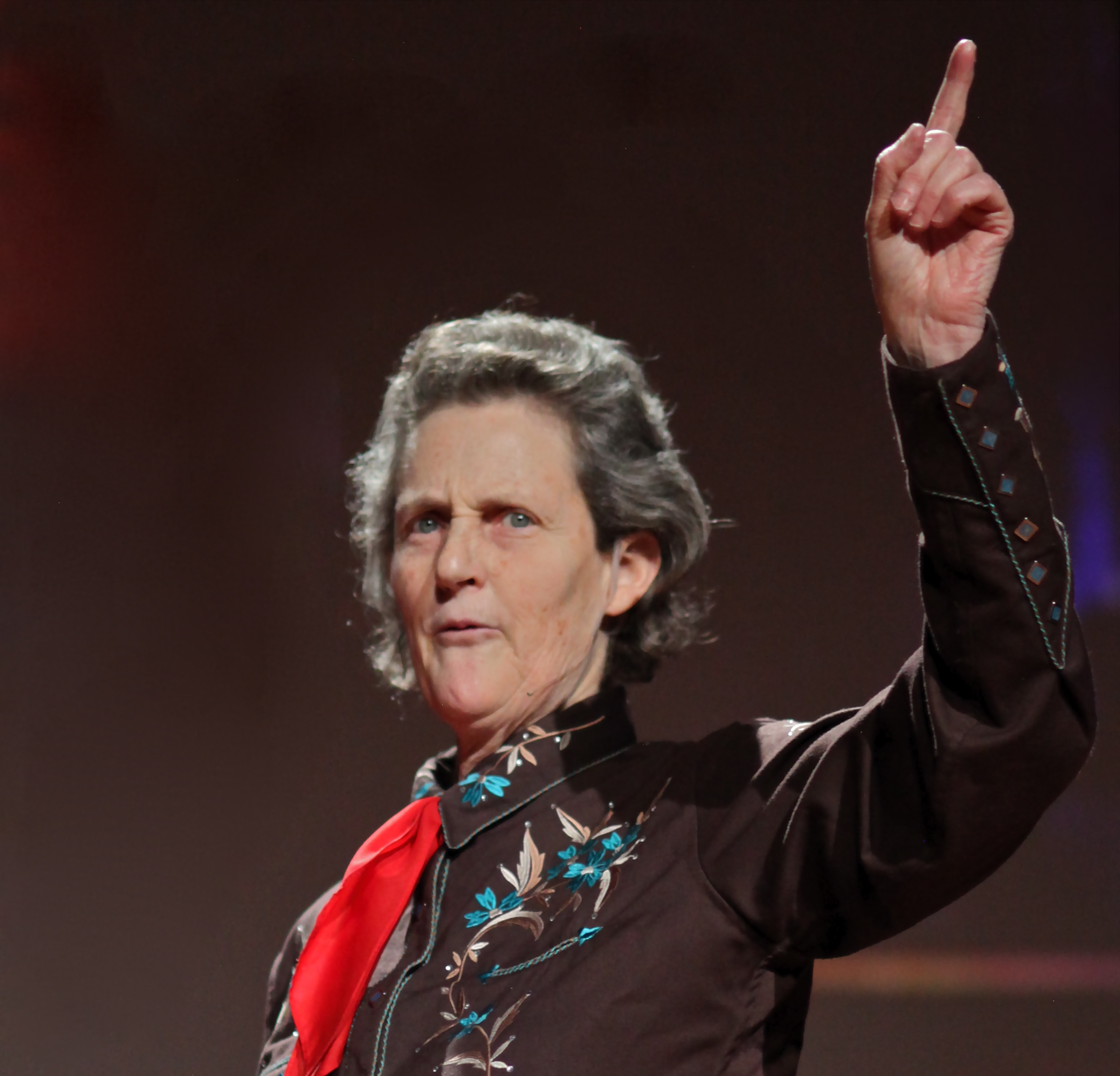
تمكنت تيمبل جراندين (في الصورة هنا عام 2010) من تحديد الخصائص المشتركة بين الأشخاص المصابين بالتوحد الناجحين.

مثل الأشخاص غير المصابين بالتوحد، يشعر البالغون المصابون بالتوحد بالحاجة إلى أن يكونوا مفيدين للمجتمع، وأن يشعروا بالراحة. ومع ذلك، هناك اختلافات في التوقعات بين الأشخاص المصابين بالتوحد وغير المصابين به: قد يعتبر الشخص غير المصاب بالتوحد غياب دائرة الأصدقاء مشكلة، ولكن ليس بالنسبة للشخص المصاب بالتوحد. في فرنسا، يوصي التقرير الجماعي الصادر عن الهيئة العليا للصحة (HAS) والوكالة الوطنية للتقييم وجودة المؤسسات والخدمات الاجتماعية والطبية الاجتماعية (ANESM) (2018) بإتاحة الوصول إلى "الأنشطة التي من المحتمل أن تعزز احترام الذات والاعتراف الاجتماعي لجميع البالغين المصابين بالتوحد، وخاصة أولئك البعيدين عن العمل". تميل الوظيفة إلى تحسين نوعية الحياة والأداء الإدراكي، في حين تشكل وسيلة للتكامل. وعلى العكس من ذلك، فإن الافتقار إلى فرص العمل له آثار سلبية من حيث الوضع الاجتماعي والاقتصادي والصحة العقلية ونوعية الحياة. مع زيادة تشخيصات اضطراب طيف التوحد، أصبح الوصول إلى فرص العمل بالنسبة للمتأثرين به قضية اجتماعية كبرى، خاصة وأن الصعوبات التي يواجهونها فريدة ومحددة لاضطراب طيف التوحد. غالبًا ما يكون الانتقال إلى مرحلة البلوغ فترة صعبة ومصدرًا للقلق وعدم اليقين. إن الحاجة إلى دعم التوظيف ترجع بشكل رئيسي إلى موقف قطاعي التدريب والتوظيف تجاه خصوصيات الأشخاص المصابين بالتوحد. ومع ذلك، لا يمكن دمج بعض الأشخاص المصابين بالتوحد في مكان العمل.
لا يوجد عمومًا أي التزام قانوني بذكر تشخيص التوحد في السيرة الذاتية. وقد يتطلب التعويض المالي الممنوح للأشخاص ذوي الإعاقة، اعتمادًا على قواعد البلد المعني ونوع الاستفادة، عدم تجاوز سقف الموارد: ونتيجة لذلك، يعمل عدد من البالغين المصابين بالتوحد في وظائف تطوعية.
في أكتوبر 2015، نشرت الباحثة الأسترالية ميليسا سكوت وفريقها في مجلة بلوس ون دراسة أجريت على 40 بالغًا مصابًا بالتوحد في سياق عملهم، و35 صاحب عمل: وفقًا لهم، فإن غالبية البالغين المصابين بالتوحد قادرون على الاحتفاظ بوظائفهم. يمكن أن تكون هذه الوظائف في بيئات رئيسية أو محمية، وفي قطاعات تنافسية أو غير تنافسية.
يذكر تيمبل جراندين ثلاث خصائص مشتركة للأشخاص المصابين بالتوحد الناجحين:
- أن تكون لديهم الفرصة لتطوير نقاط قوتهم، مع الدعم للقيام بذلك
- الحصول على المساعدة خلال فترة المراهقة وبداية مرحلة البلوغ للعمل على المهارات الاجتماعية، بما في ذلك فهم العلاقات الإنسانية في العمل
- تناول الأدوية أو تعديل عادات الأكل وممارسة الرياضة لإدارة المشاكل الحسية والاضطرابات المرتبطة بها مثل الاكتئاب والقلق

### مزايا انتقائية
إن حالة الإعاقة لدى البالغين المصابين بالتوحد مصحوبة بمزايا انتقائية في أداء مهام محددة، وخاصة تلك التي تنطوي على مهارات بصرية، مما يؤدي إلى أداء أعلى. هناك "مستوى كافٍ من الأدلة" لصالح الفائدة المحتملة للشركات من توظيف الأشخاص المصابين بالتوحد في المهام التي تحشد نقاط قوتهم، مثل حل المشكلات، والاهتمام بالتفاصيل، والدقة، والذاكرة، والمهارات التقنية، أو المعرفة الواقعية والتفصيلية في المجالات المتخصصة.  ومع ذلك، في مجال التوظيف، فإن الرأي السائد يرتكز على النموذج الطبي للتوحد، والذي ينظر إليه كمجموع من العجز:
إن هيمنة النموذج الطبي، أو النموذج الذي يعتمد على التدخلات التي تهدف فقط إلى تعويض النقائص، يؤدي إلى رؤية غير متوازنة للتوحد باعتباره مجموع العجز الذي يجب تعويضه من أجل الحصول على فرص العمل. هذا النموذج يمنعنا من رؤية المهارات التي يطورها الأشخاص المصابون بالتوحد. - ميليسا سكوت وآخرون.
غالبًا ما يطور البالغون المصابون بالتوحد اهتمامًا شديدًا ودائمًا في مجال متخصص. يمكن أن تتنوع هذه الاهتمامات، وتكتسب المعرفة في أغلب الأحيان من خلال التعليم الذاتي. يعد علم الكمبيوتر وتعلم اللغة من الاهتمامات المشتركة للبالغين في البيئات السائدة، ويكملهما مجموعة واسعة من الأنشطة في مجالات مثل علم النفس والموسيقى والمحاسبة والرسم والجغرافيا والقانون والتصوير الفوتوغرافي والطبخ والرياضيات. يقدم البالغون المصابون بالتوحد العديد من المساهمات للاقتصاد، وقد قدموا بالفعل، ولكن هذه المساهمات ليست واضحة جدًا، حيث تقدم عادةً بشكل سري وغير معروف.
يشير ستيفن شور، الحاصل على درجة الدكتوراه، إلى الميل نحو الروتين باعتباره ميزة، مما يؤدي إلى الالتزام بشكل أفضل بالجداول الزمنية وتقليل الغياب بسبب المرض. ويؤكد عدد من الدراسات على قلة الغياب بين السكان المصابين بالتوحد، فضلاً عن الميل العام لأصحاب العمل إلى الاعتراف بصفات الثقة والموثوقية لدى موظفيهم المصابين بالتوحد، وخاصة في المهام المتكررة التي تتطلب مستوى عاليًا من التركيز.
لا يعتبر البالغون المصابون بالتوحد عمومًا أن مواقف الوحدة والعزلة الاجتماعية أمر مزعج، على عكس أقرانهم غير المصابين بالتوحد. إن عدم الاهتمام بالتواصل الاجتماعي يمكن أن يكون أيضًا ميزة داخل الشركة، حيث لا يهدر العامل المصاب بالتوحد وقته في التواصل الاجتماعي مع زملائه أثناء ساعات العمل.
غالبًا ما تتجاهل هذه المهارات المحتملة للبالغين المصابين بالتوحد من قبل العالم المهني، على الرغم من أنها لا تقدر بثمن في سوق العمل.

### شروط النجاح

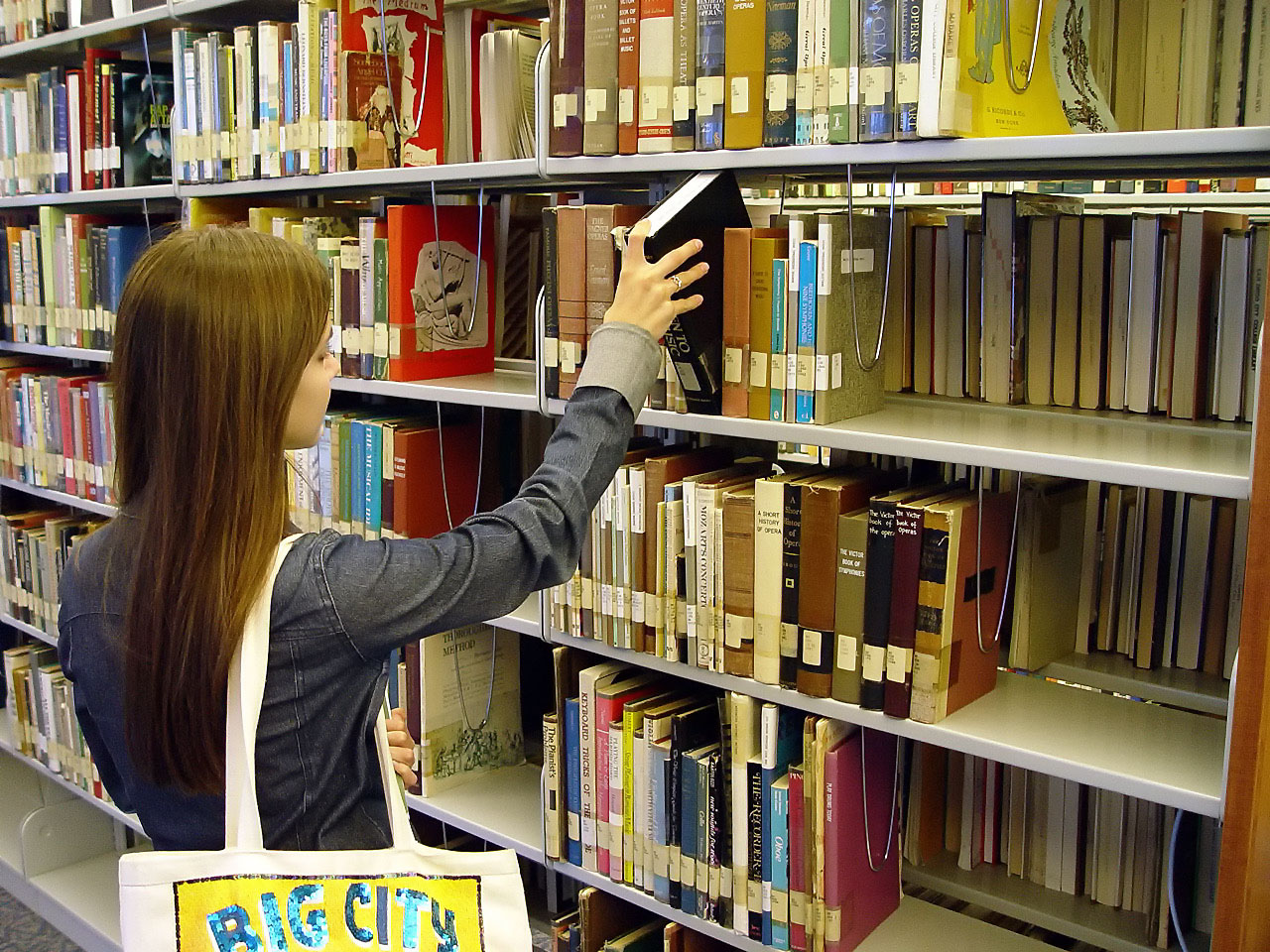
تجذب مهنة المكتبات العديد من الأشخاص المصابين بالتوحد.

في عام 2013، نشرت مجموعة من الباحثين الهولنديين تحليلاً لعوامل نجاح التوظيف لـ 563 شخصًا مصابًا بالتوحد أو اضطراب نقص الانتباه: كانت العوامل الثلاثة الرئيسية هي المعيشة المستقلة (بمفردك أو مع شريك، خارج المؤسسات المتخصصة)، ودعم المجتمع، والدافع للعثور على الوظيفة المعنية والاحتفاظ بها. في الواقع، فإن الأشخاص المصابين بالتوحد من الأسر الثرية، الذين استفادوا من الاستشارة والدعم، هم الأكثر احتمالاً من الناحية الإحصائية للحصول على عمل مجزٍ. يرى تيمبل جراندين وستيفن شور أنه من المهم الحفاظ على الارتباط بين الاهتمامات والنشاط، وتمكين الأشخاص المصابين بالتوحد من الحصول على عمل في مجالات الاهتمام هذه. يؤهل جوزيف شوفانيك هذه الملاحظة، حيث إن بعض الأشخاص المصابين بالتوحد ليس لديهم اهتمامات واضحة، أو تتغير اهتماماتهم على مدار حياتهم. توصي الهيئة العليا للصحة والوكالة الوطنية للتقييم وجودة المؤسسات والخدمات الاجتماعية والطب الاجتماعي بالاعتماد على مراكز الاهتمام لدعم التوظيف، ما لم تكن هذه المراكز متطفلة للغاية.
من المعروف على نطاق واسع أن العمل في بيئة صديقة لمرضى التوحد أكثر كفاءة ومصدرًا لرضا أكبر للأشخاص المصابين بالتوحد مقارنة بالعمل في بيئة غير صديقة لمرضى التوحد.
كما أشار دومينيك دونيت كاميل وباتريك شامبريس، من جمعية البحث في التوحد والوقاية من عدم التكيف، فإن وظائف العمل عن بعد توفر العديد من المزايا للأشخاص المصابين بالتوحد (البيئة المألوفة، واختيار ساعات العمل، وتقليل الضغوط الاجتماعية، والتناوب بين العمل في المنزل وفي مكان العمل). ويشكل القطاع الاجتماعي والتطوعي أيضًا مجالًا مثاليًا للتكامل في العمل. يمكن تكييف الرفقة، ولكنها غالبًا ما تطرح مشكلة العيش في مجتمع. وأخيرًا، هناك بعض الحالات البارزة للوظائف الناجحة التي أعقبت انتقالًا جغرافيًا بعيدًا عن موطن الشخص الأصلي.

#### مجالات النشاط
إن فكرة أن نطاقًا محدودًا فقط من المهن ممكن للأشخاص المصابين بالتوحد هي فكرة متحيزة على نطاق واسع. تتنوع الوظائف التي يمكن القيام بها، من الوظائف "الأساسية" إلى الوظائف الفنية العالية. هناك العديد من الفرص المهنية، حتى في الوظائف المستقلة، على الرغم من أن الأخيرة مناسبة بشكل أكثر تحديدًا للأشخاص المصابين بالتوحد الأكثر استقلالية. العوامل الثقافية تخلق اختلافات في طريقة ممارسة المهن في البلدان المختلفة. في العالم الأنجلوسكسوني، على سبيل المثال، من المعروف أن الأشخاص المصابين بالتوحد يعملون في سوق الأوراق المالية وفي المحاسبة، ولكن هذا ليس هو الحال في فرنسا. إن التصورات الخاطئة المرتبطة ببعض المهن، مثل الدبلوماسية، تعمل على ترسيخ فكرة أن المهن غير متاحة للأشخاص المصابين بالتوحد. الوظيفة المثالية هي تلك التي تتطلب مهارات اجتماعية قليلة، وتسمح بالوقت للتعلم، وتتضمن قدرًا أقل من التحفيز الحسي، والتي تكون فيها المهام المطلوب إنجازها محددة بوضوح.
هناك اهتمام كبير وتوظيف في المهن المتعلقة بتكنولوجيا المعلومات، مما أدى إلى تصور خاطئ بأن هذا القطاع مناسب لجميع الأشخاص المصابين بالتوحد. وفقًا لجوزيف شوفانيك، فإن معظم الأشخاص المصابين بالتوحد غير مهتمين بتكنولوجيا المعلومات، أو يكافحون من أجل كسب لقمة العيش منها عندما تكون هي محور تركيزهم. يُعد قطاع التكنولوجيا الفائقة هو القطاع الأكثر تغطية من حيث الحلول المقدمة للبالغين المصابين بالتوحد في مختلف البلدان المتقدمة، على الرغم من عدم توافقه مع رغبات المهنة المعلنة. تشير تيمبل جراندين إلى أن العديد من علماء الكمبيوتر المصابين بالتوحد قدموا مساهمات كبيرة لهذا القطاع. وفقًا لمايكل بيرنيك وريتشارد هولدن (2018)، فإن غالبية الوظائف المتاحة والمناسبة ليست في مجال التكنولوجيا الفائقة، بل في "الاقتصاد العملي".
يتمتع القطاع العسكري بتقليد طويل في الترحيب بالملفات الشخصية غير النمطية؛ وقد لعب مشروع روعيم راخوك (2013 -) دورًا رائدًا في الإدماج المهني في إسرائيل. من الممكن أن يكون بعض برامج الجيش الروسي السابقة قد نفذت مع أشخاص مصابين بالتوحد، على الرغم من أن هذا الأمر لا يزال مجرد تكهنات. كما أن قطاع الفنادق والمطاعم مفتوح أيضًا للأنماط غير النمطية. إن وظائف تحرير الترجمة، والتي غالبًا ما تكون مطلوبة، مناسبة للبالغين المصابين بالتوحد، لأنها تتطلب عملًا فرديًا عالي التقنية، مع بعض المرونة من حيث ساعات العمل. تعد المهن التي تتعلق بالطبيعة والنباتات والحيوانات (البستنة، والفروسية، وما إلى ذلك) من بين الاهتمامات الأكثر شيوعًا، مع وجود أمثلة فردية للمزارعين والمربين المصابين بالتوحد في وسائل الإعلام. المثال الأكثر شهرة هو عالم الحيوان والطبيب في علم الحيوان، تيمبل جراندين. إن المهن الفنية والحرفية، والتي "تشترك في الحاجة إلى دقة عالية في الإيماءات وصبر كبير في العمل الانفرادي في كثير من الأحيان"، تجتذب أيضًا نسبة كبيرة من الأشخاص المصابين بالتوحد، دون الحاجة إلى "مهارات اجتماعية أو لفظية متقدمة". والشيء نفسه ينطبق على المهن الميكانيكية. ترغب نسبة كبيرة من المصابين بالتوحد في العمل بالمكتبات، ولكن هذه الرغبة نادرًا ما تتوافق مع واقع المهنة وعدد الوظائف المتاحة. توجد فرص عمل في قطاع التوحد نفسه، سواء في فرنسا أو في العالم الناطق باللغة الإنجليزية، من بين أمور أخرى لضمان تمثيل الأشخاص المصابين بالتوحد أمام السلطات العامة. بالنسبة لبعض البالغين المصابين بالتوحد المؤهلين تأهيلا عاليا، فإن التعليم العالي والبحث العلمي هما في بعض الأحيان الخياران المهنيان الوحيدان. لقد وفرت المهن الانفرادية واختيارات نمط الحياة تاريخيًا ملجأ للبالغين المصابين بالتوحد، مثل الرعي والرهبنة والزهد، وهو نمط حياة لا يتضمن أي اتصالات اجتماعية والعديد من الروتينات.
من المعروف أن بعض القطاعات غير مناسبة تمامًا للأشخاص المصابين بالتوحد. على سبيل المثال، ينصح جراندين بعدم العمل في مجال العلوم السياسية والتجارة والمناصب التي تتطلب الاستخدام المنتظم للهاتف، بسبب مشاكل التحميل الحسي والإفراط في طلب المهارات الاجتماعية.
وجدت دراسة أجريت عام 2024 على 1115 بالغًا مصابًا بالتوحد يعملون في هولندا، أنهم كانوا أكثر احتمالية (من البالغين غير المصابين بالتوحد) للعمل في قطاع الرعاية الصحية والرفاهية، وتكنولوجيا الإنترنت، والجيش، وكذلك القطاع العام والخيري. ومن ناحية أخرى، كان الموظفون المصابون بالتوحد أقل تمثيلا في قطاعات الاقتصاد والمالية والصناعة والبناء. وقد عثر على نسب متساوية تقريبًا بين كلا السكان في قطاعات التعليم ومقدمي الخدمات والضيافة والعلوم؛ وكذلك في القطاع الإبداعي والثقافي والترفيهي.

## تفسيرات للصعوبات
إن الصعوبات التي يواجهها الأشخاص المصابون بالتوحد في سوق العمل لها تفسيرات متعددة، ترتبط من بين أمور أخرى بالتواصل والتفاعلات الاجتماعية مع أصحاب العمل والزملاء، بحساسيتهم المفرطة للحواس، ولكن أيضًا ببيئة العمل غير المناسبة لإعاقتهم، وعدم فهم التوحد من جانب أصحاب العمل المحتملين، الذين يميلون إلى التركيز على "عيوب" الشخص دون رؤية نقاط قوته. هناك عدد قليل جدًا من الدراسات التي تأخذ في الاعتبار الدور الذي تلعبه العوامل البيئية في الحد من الوصول إلى فرص العمل، على الرغم من أن النموذج الاجتماعي للإعاقة يجب أن تكون له الأسبقية على النموذج الطبي في هذا السياق. لا يبدو أن معدل البطالة قابل للتخفيض دون أخذ هذا الجانب الاجتماعي في الاعتبار من جانب صاحب العمل. إن مستوى التأهيل أقل شيوعًا في الإشارة إليه كعامل مقيد من مشاكل الاتصال والتنظيم في مكان العمل، وخاصة عدم ملاءمة البيئة والمعدات.
وفقًا لـ تيمبل جراندين والناشط الأمريكي رودي سيمون، فإن أكبر صعوبة تواجهها ليست في تعلم الوظيفة نفسها، ولكن في إدارة الخصوصيات بسبب اضطرابات طيف التوحد (ASD)، بما في ذلك الهواجس والصور النمطية والطقوس، وصعوبات الحركة (العجز الحركي)، وصعوبات التخطيط للمهام بسبب عمل الذاكرة العاملة في التوحد، والاضطرابات الأخرى المرتبطة، مثل احتمال الإصابة بالاكتئاب أو الاضطراب ثنائي القطب. "السلوكيات المشكلة"، وفقًا للمصطلحات الرسمية، يمكن تقليلها من خلال التعزيز الإيجابي.
إن الرفض المتكرر للبالغين المصابين بالتوحد للتواصل بشأن إصابتهم بالتوحد في مكان العمل يؤدي إلى نقص الدعم وتدابير التوعية، فضلاً عن سوء تفسير سلوكهم، مما يؤدي إلى فشل التكامل. غالبًا ما يكون ملف تعريف البالغين المصابين بالتوحد مزعزعًا للاستقرار بالنسبة لزملائهم وأصحاب العمل. إن الارتباط الشائع بين التوحد والطفولة يؤخر النظر في هذه الظاهرة: "إن العمل والحياة البالغة لا يشكلان تقليديًا جزءًا من رؤية التوحد وبالتالي لا يمكن أن يكونا من الأولويات".
الحجة المستخدمة عادة لتبرير نقص تشغيل الأشخاص ذوي الإعاقة - الافتقار إلى المهارات لا تنطبق دائمًا على تشغيل الأشخاص المصابين بالتوحد. تشير مراجعة الأدبيات العلمية إلى أن البالغين المصابين بالتوحد الذين رفضوا من العمل هم في الواقع أولئك الذين يعانون من أكبر قدر من المشاكل السلوكية. علاوة على ذلك، لا توجد مهارات قيادية متوقعة بشكل خاص من جميع الأشخاص المصابين بالتوحد، حيث قد يكون لدى كل فرد حساسية معينة وتقدير مختلف لهذه الصفات. المناهج الدراسية التي يتبعها الأشخاص المصابون بالتوحد ليست دائمًا هي نفسها.
غالبًا ما تكون المناهج الدراسية التي يتبعها الأشخاص المصابون بالتوحد مرتبطة باهتماماتهم، والتي لا تتوافق تمامًا مع واقع سوق العمل. تظهر نتائج الدراسة التي أجراها سكوت وفريقه (2015) أنه على الرغم من أن كلا المجموعتين (الموظفون وأصحاب العمل) يبدو أنهما منخرطتان في عملية التوظيف، إلا أن هناك اختلافًا في فهم نوع الدعم المطلوب في مكان العمل والتوقعات ومتطلبات الإنتاجية، مما يعيق نجاح الشخص المصاب بالتوحد في التوظيف. وفقًا للمؤلفين، "تسلط هذه النتائج الضوء على الحاجة إلى تسهيل التواصل بين الموظفين وأصحاب العمل لضمان فهم واضح لاحتياجات كلتا المجموعتين". وأخيرًا، قد تشكل تكلفة تدابير دعم التوظيف عقبة، حيث يُعتبر الأشخاص المصابون بالتوحد من بين المجموعات الأكثر تكلفة من حيث الدعم المطلوب.

### حجب مقابلة العمل
معدل التوظيف للبالغين المصابين بالتوحد منخفض بشكل عام، وأقل من المعدلات بين مجموعات الإعاقة الأخرى. وفقًا لبيانات المملكة المتحدة لعام 2020، كان 21.7% فقط من البالغين المصابين بالتوحد لديهم أي نوع من الوظائف. وقد إبلغ عن نتائج مماثلة في دراسات سابقة أجراها باحثون آخرون. علاوة على ذلك، فإن حوالي 46% من العاملين مؤهلون أكثر من اللازم لدورهم الحالي.

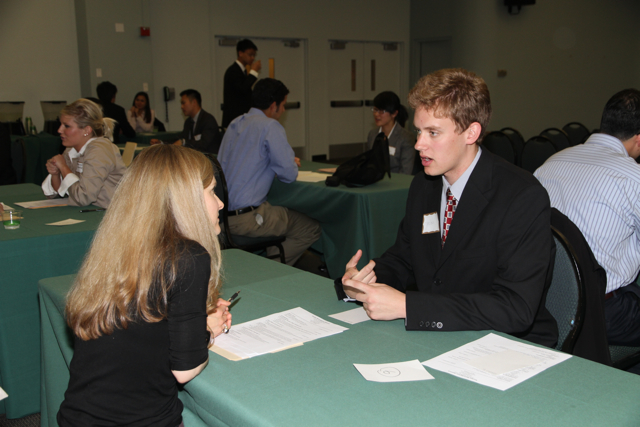
تعتبر المقابلات الوظيفية، المبنية على المهارات الاجتماعية، تمييزية بشكل خاص بالنسبة للبالغين المصابين بالتوحد.

يُشار إلى مقابلة العمل على أنها ربما "الجزء الأصعب في البحث عن وظيفة للأشخاص المصابين بالتوحد"، وكثيرًا ما يُشار إلى التصور السلبي للمرشحين المصابين بالتوحد من قبل المحاورين غير المصابين بالتوحد على أنه عائق رئيسي أمام الحصول على عمل للبالغين المصابين بالتوحد.
وفقًا لمسح مالاكوف ميديريك، يبدو أن مقابلة العمل "تمثل حاجزًا تمييزيًا للغاية بالنسبة للشخص المصاب بالتوحد الذي لا يجيد التعامل مع الكوميديا الاجتماعية المرتبطة بهذه الطقوس. إنهم يفشلون في الاختبارات النفسية، التي نادرًا ما يتجنبون مخاطرها". على وجه التحديد، يُنظر إلى المرشحين المصابين بالتوحد على أنهم "لديهم نبرة صوت أكثر رتابة، وأقل هدوءًا وتركيزًا، ويظهرون اتصالًا بصريًا وإيماءات أقل طبيعية من نظرائهم غير المصابين بالتوحد، ويتلقون تقييمات أقل لاحتمالية التعامل الاجتماعي".
وفقًا لجوزيف شوفانيك، من الصعب، إن لم يكن من المستحيل، اجتياز مقابلات العمل بالنسبة للأشخاص المصابين بالتوحد، لأن الحكم لا يعتمد على امتلاك المهارات المطلوبة للوظيفة، ولكن على احترام القواعد الاجتماعية (اللياقة، واللباس، وتسريحة الشعر.) أثناء المقابلة، وهي نقطة صعوبة مشتركة بين جميع الأشخاص المصابين بالتوحد. في أغلب البلدان، تمكن البالغون المصابون بالتوحد من الوصول إلى الوظائف المرغوبة عن طريق الاستقطاب، دون الخضوع لمقابلة عمل. يساعد التدريب المسبق على الاستعداد للأسئلة المطروحة في هذا النوع من المقابلات، ويحسن فرص النجاح.
علاوة على ذلك، كثيراً ما يُساء فهم مرض التوحد من قبل أقسام الموارد البشرية في فرنسا، على سبيل المثال بسبب الخلط بينه وبين مرض الفصام.

### المهارات الاجتماعية
ومن بين التحديات الرئيسية التي يفرضها التوحد هي إدارة المهارات الاجتماعية والصداقات، وصعوبات التواصل (وخاصة في إجراء المحادثات وإدارتها)، وصعوبات في تخمين رغبات وأفكار الآخرين (نظرية العقل). العلاقات الاجتماعية هي العامل الرئيسي في رفض الوظيفة، ومصدر رئيسي للتوتر بالنسبة للعاملين المصابين بالتوحد. كما يشير بريت هيسمان (حاصل على درجة الدكتوراه)، فإن ظاهرة سوء الفهم ثنائية: فبينما يسيء البالغون المصابون بالتوحد تفسير نوايا أصحاب العمل والزملاء في كثير من الأحيان، فإن هؤلاء الزملاء يسيءون أيضًا تفسير نوايا العامل المصاب بالتوحد، على سبيل المثال من خلال إسناد نوايا أنانية بشكل خاطئ. قد يبدو الشخص المصاب بالتوحد وقحًا مع زملائه دون قصد أو يفتقر إلى الدبلوماسية. إن إدارة التسلسل الهرمي في العمل أمر إشكالي، كما هو الحال مع الافتقار إلى فهم العلاقات بين الموظفين، وخاصة عندما يتعلق الأمر بالمنافسة. قال حوالي 80% من البالغين المصابين بالتوحد الذين تمت مقابلتهم في استطلاع مالاكوف ميديريك أنهم شعروا بعدم الارتياح في مجموعة.
يمكن أن يكون الترقية في الوظيفة غير مرغوب فيها ومضرة، لأنها غالبًا ما تتضمن الحاجة إلى الإشراف على مجموعات العمل أو إدارتها، وهي المهارات التي تعد من بين نقاط الضعف المعروفة لدى العمال المصابين بالتوحد. وفي أسوأ الحالات، يحاول العاملون المصابون بالتوحد الانتحار بعد الترقية التي تؤدي إلى تغيير في نوع نشاطهم، إذا وجدوا أنفسهم بعيدين عن المهمة التي اعتادوا الاستمتاع بها. لقد كان تطور بعض القطاعات الاقتصادية على حسابها، بما في ذلك قطاع تكنولوجيا المعلومات، الذي يتطلب بشكل متزايد مهارات اجتماعية أكثر تقدمًا. غالبًا ما يفاجأ المجندون بملف الأشخاص المصابين بالتوحد المؤهلين تأهيلاً عالياً، نظرًا لأن الشركات تتوقع منهم أيضًا أن يتمتعوا بمهارات اجتماعية وإدارية جيدة.
تؤكد تيمبل جراندين على ضرورة تعليم الأشخاص المصابين بالتوحد عدم انتقاد زملائهم ورؤسائهم، والعمل على مهاراتهم التنظيمية. كما أنها تعتقد أنه من المهم جعل الزملاء والرؤساء على دراية بالصعوبات الاجتماعية التي يواجهها الأشخاص المصابون بالتوحد. ساندراين جيل، وهي امرأة شخصت بمتلازمة أسبرجر ولديها إمكانات فكرية عالية في مرحلة البلوغ، تشهد على الصعوبات التي واجهتها في العمل، مؤكدة على استراتيجيات التعويض والتقليد المتبعة: "ما بدا طبيعياً وواضحاً في طريقة تواصلي مع الزملاء والتسلسل الهرمي وغير ذلك من التفاصيل الاجتماعية الدقيقة، بدا لي وكأنه عالم كامل يجب فك شفرته والعمل عليه، وهو شكل من أشكال التقليد يجب وضعه بحيث أبدو "طبيعية قدر الإمكان" ولا أعرض نفسي للخطر". وتصر أيضًا على القبول من جانب العالم المهني: "قبول أن الشخص الذي يعاني من اضطراب النمو الشامل يمكن أن يتحول إلى متعاون ممتاز، إذا خصصت الوقت الكافي لفهمه وقبوله كما هو".

### الاضطراب العاطفي
غالبًا ما ترتبط الصعوبات في إدارة المشاعر مثل الغضب والقلق والاكتئاب بالتوحد. يعتبر التوتر في العمل أمرًا شائعًا جدًا، حيث يشهد جميع العمال المصابين بالتوحد تقريبًا بتجربة مثل هذه المواقف العصيبة والوقوع فيها بسهولة، وخاصة في حالة حدوث أمر غير متوقع. إن التفاعل الاجتماعي مع أقران غير مصابين بالتوحد يعد أيضًا مصدرًا للتوتر. يمكن أن تؤدي مشكلة تأخر وسائل النقل العام إلى إثارة نوبة ذعر أو الغياب عن العمل. ومن المعروف أن هذا الضغط في العمل يؤدي إلى إيذاء النفس. أحد العوامل الرئيسية في الفشل في دمج ما يسمى بالأشخاص المصابين بالتوحد ذوي الأداء العالي هو اضطراب روتينهم.
غالبًا ما تترجم الحساسية تجاه ما هو غير متوقع إلى ردود فعل قوية تجاه المقاطعات أثناء أداء مهمة تتطلب التركيز، وذلك في حوالي نصف العاملين المصابين بالتوحد. كما أفاد نصف العاملين المصابين بالتوحد أنهم تعرضوا للاحتراق الوظيفي مرة واحدة على الأقل.

### اضطرابات حسية
وفقًا لـ تيمبل جراندين، فإن معظم الأشخاص المصابين بالتوحد الذين يواجهون مشاكل توظيف كبيرة في مرحلة البلوغ يعانون على وجه التحديد من فرط الحساسية الحسية حيث تعد هذه الاضطرابات الحسية عاملاً في فقدان الوظيفة. يؤكد استطلاع مؤسسة مالاكوف ميديريك (2015) أن "الجوانب الحسية ضرورية يجب أخذها في الاعتبار من أجل نجاح واستدامة الإدماج في العمل": قال ثلاثة أرباع العمال المصابين بالتوحد الذين شملهم الاستطلاع والبالغ عددهم 99 عاملاً إنهم يعانون من فرط الحساسية للضوضاء أو الروائح أو التذوق أو اللمس. قد يعاني الأشخاص المصابون بالتوحد أيضًا من بعض الإدراكات البصرية. تؤدي هذه الحساسية المفرطة إلى إرهاق كبير في العمل،  وخاصة بسبب الجهد المطلوب للتكيف. يقول معظم العاملين المصابين بالتوحد أنهم لا يستطيعون العمل بشكل صحيح في تصميم مفتوح، ويرجع ذلك أساسًا إلى الضوضاء المحيطة في مساحات العمل هذه، ويفضلون مكتبًا فرديًا.
من ناحية أخرى، يعاني بعض الأشخاص المصابين بالتوحد من فرط الحساسية، المرتبطة بسلوكيات تنظيم الذات، أو يعانون من فرط الحساسية ونقصها، مما قد يؤدي، في نفس الشخص، إلى رفض الاتصال اللمسي والحاجة إلى الحركة الجسدية.

### الدافع والتصورات المختلفة للمصاعب
غالبًا ما تتجاهل رغبات وتطلعات التوظيف للبالغين المصابين بالتوحد، بسبب العدد المنخفض من الوظائف المتاحة. قد تكون تفضيلات وتوقعات الأشخاص المصابين بالتوحد في العمل مختلفة بشكل جذري عن تفضيلات وتوقعات الأشخاص غير المصابين بالتوحد. في عموم السكان، تعتمد العوامل المحفزة في العمل على الراتب والمكافآت، واحتمال الترقية المدعومة برمزية القوة، والفوائد الاجتماعية من حيث أوقات الفراغ واللقاءات الاحتفالية. في بعض الأحيان، لا ينجح أي من هذه العوامل التحفيزية مع الشخص المصاب بالتوحد، مما يؤدي إلى طرده. لا ينجذب الأشخاص المصابون بالتوحد بشكل عام إلى مناصب المسؤولية أو السلطة.
جرب العمل الشاق بشكل مختلف عن نظرائهم غير المصابين بالتوحد: في فرنسا، جرب العمل الليلي والعمل المتكرر، والذي يقع تحت التعريف القانوني لـ "العمل الشاق"، على أنه أقل صعوبة بالنسبة للعامل المصاب بالتوحد من المواقف الأخرى التي لا تقع تحت هذا التعريف، مثل عدم القدرة على التنبؤ في العمل والعمل في بيئة مشحونة اجتماعيًا. يفضل البالغون المصابون بالتوحد عمومًا الوظائف التي تتضمن قدرًا معينًا من الروتين.

## التمييز والظلم في التوظيف

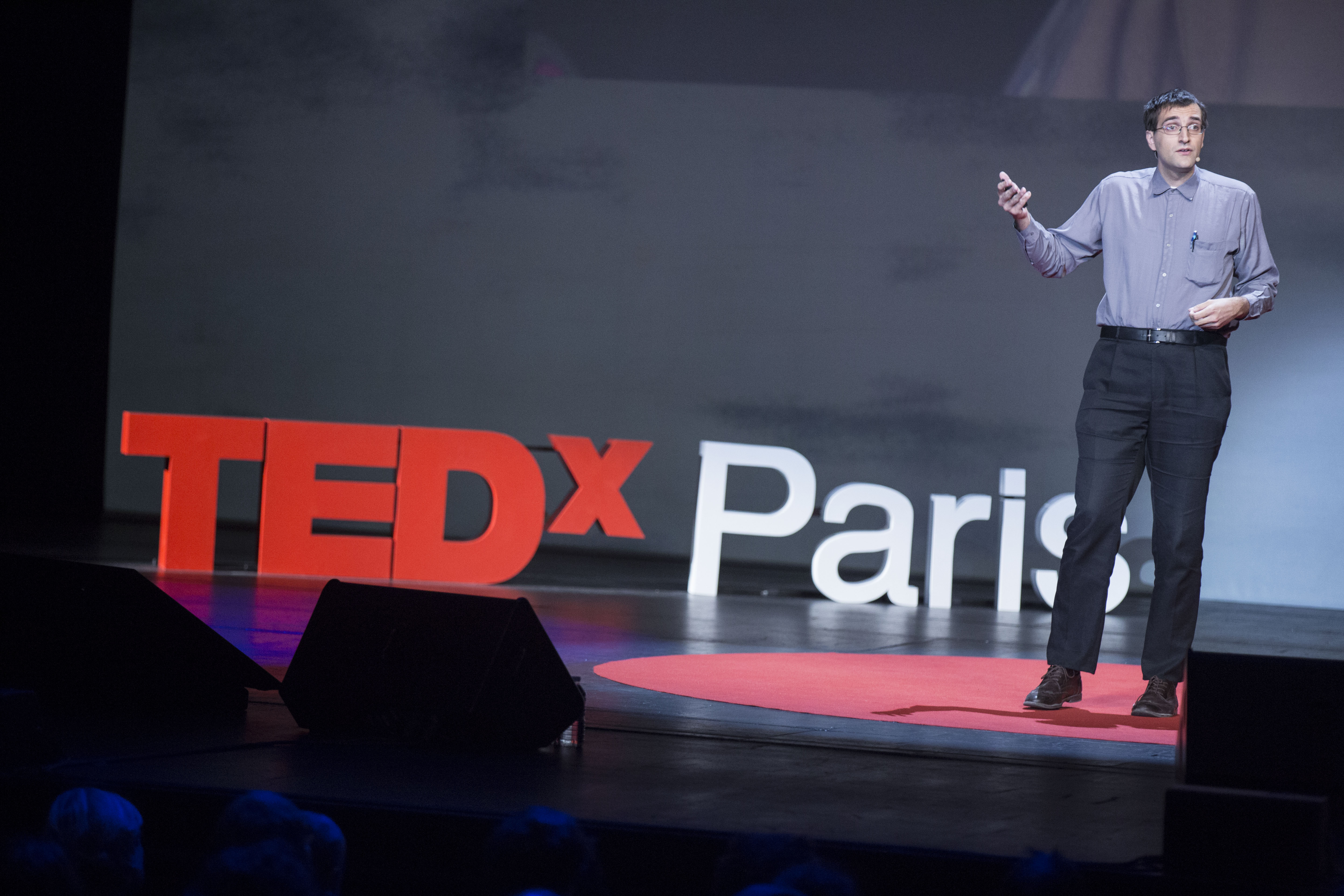
جوزيف شوفانيك (EHESS)، باحث وناشط

وفقًا لمنظمة التوحد في أوروبا، فإن الوصمة والتمييز هما أكبر الصعوبات التي يجب التغلب عليها. وفقًا للوران موترون، غالبًا ما يقوم أصحاب العمل بتعيين الأشخاص المصابين بالتوحد للقيام بمهام شاقة ومتكررة، دون إدراك ما يمكن لهؤلاء الأشخاص القيام به. تشير مؤسسة مالاكوف ميديريك إلى ما يلي:
لقد ركزت عمليات توظيف الأشخاص ذوي الإعاقات المعرفية حتى الآن على أنشطة غير معترف بها على وجه الخصوص، ومتكررة، وذات إمكانات اقتصادية ضئيلة، ولا تنطوي على أي أمل في التقدم الشخصي أو المهني. في كثير من الأحيان، اختير النشاط المعني من قبل المؤسسة، وليس الفرد، وحتى أقل من ذلك من قبل احتياجات الاقتصاد بشكل عام. إن التأثيرات الضارة طويلة الأمد لهذا الأمر معروفة جيداً: انخفاض الحافز، والحاجة إلى إعانات ضخمة وإعفاءات من قانون العمل لإبقاء النشاط طافياً، واستحالة تحقيق الإنجاز الشخصي.

مالاكوف مديريك، تقرير المؤسسة
تشير تيمبل جراندين إلى أن الأشخاص المصابين بالتوحد في الوظائف التي تتطلب مهارات منخفضة هم أكثر عرضة للتمييز والمعاناة في العمل مقارنة بأولئك الذين يشغلون مناصب أكثر مكافأة، حيث تسامح مع غرابة معينة لدى الأشخاص الذين يعتبرون موهوبين. ومع ذلك، قد يثير هذا الأخير غيرة زملائهم. المشاكل الاجتماعية في العمل شائعة جدًا. وعلاوة على ذلك، يجب أن نأخذ في الاعتبار تقاطع التمييز: ففي الولايات المتحدة، على سبيل المثال، من المرجح أن يجد الأشخاص ذوو البشرة البيضاء المصابين بالتوحد وظائف أكثر من الأشخاص ذوي البشرة السوداء. يُظهر تحليل شكاوى التمييز في التوظيف من الأشخاص ذوي الإعاقة في الولايات المتحدة أن الشكاوى المقدمة من البالغين المصابين بالتوحد هي الأكثر عددًا ضد قطاع التجزئة، وغالبًا ما تأتي من الرجال، وخاصة من الخلفيات العرقية الأمريكية الأصلية.
وفقًا لبيانات الجمعية الوطنية للتوحد المنشورة في عام 2016، فإن 43% من الأشخاص المصابين بالتوحد في المملكة المتحدة الذين يعملون أو كانوا يعملون يقولون إنهم فقدوا وظائفهم بسبب التمييز المرتبط بالتوحد. ويقول 81% آخرون إنهم تعرضوا للتحرش أو الظلم أو الافتقار إلى الدعم في مكان العمل. في إيطاليا، ينص القانون على أن الأشخاص ذوي الإعاقة لديهم الحق في الحصول على عمل، ولكن في الممارسة العملية، فإن الافتقار إلى الوظائف المحمية يجعل التكامل صعبًا للغاية، إن لم يكن مستحيلاً: "وإذا تمكن أحدهم، الموهوب بمهارات تواصل ومهارات شخصية أفضل، من إكمال دراسته أو الحصول على دبلوم أو درجة علمية، فلن يجد وظيفة دائمة لأنه لن يكلف أحد نفسه عناء التعرف على خصائصه وإجراء تعديل صغير ربما في الجدول الزمني أو بيئة العمل، مما يجعل الحياة أقل صعوبة بالنسبة لمثل هذا الشخص الهش من حيث التفاعل".
يفشل أصحاب العمل ومديرو الموارد البشرية عمومًا في إدراك أنهم يمارسون التمييز عندما يحكمون على الأشخاص المصابين بالتوحد بناءً على مهاراتهم الاجتماعية، ويبررون عدم توظيفهم على أساس شدة إعاقتهم. في المملكة المتحدة، إذا كان هناك اشتباه في التمييز، فمن المستحسن أن تسأل على وجه التحديد لماذا رفضت الوظيفة أو فقدانها. وفي حالة إجراء المحاكمة، سيكون القاضي قادرًا على تقييم ما إذا كانت هذه الأسباب صالحة للموقف المعني، أو ما إذا كان معاملة الشخص المصاب بالتوحد ترقى إلى مستوى التمييز. غالبًا ما يعاني الأشخاص المصابون بالتوحد في مكان العمل من انخفاض احترام الذات. يحدد جوزيف شوفانيك (2017) مرحلتين من حياة البالغين "تستحقان الاهتمام بشكل خاص": السنوات الأولى بعد المراهقة، المرتبطة بمرحلة التعويم؛ ثم ظاهرة الاستسلام التي تُلاحظ من سن معينة، والتي قد يكون "الأشخاص الموهوبون بشكل خاص الذين لم تؤخذ مواهبهم في الاعتبار على الإطلاق" عرضة لها.

### رفض التكيف مع الوضع

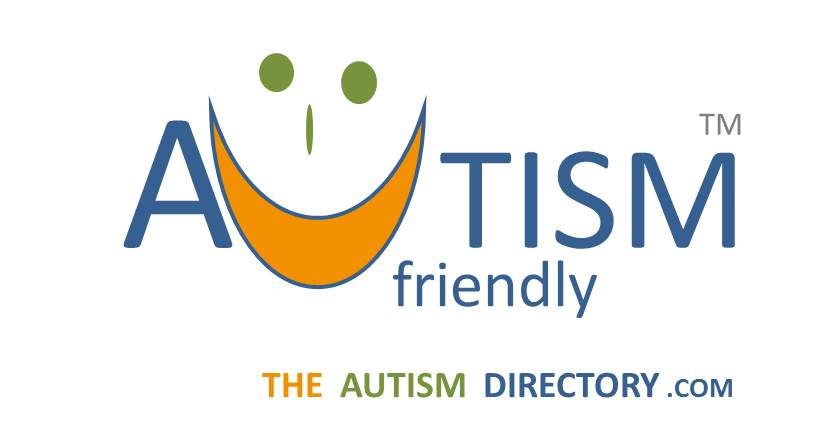
ملصق صديق للتوحد، يشير إلى الأماكن التي يمكن للأشخاص المصابين بالتوحد الوصول إليها.

نادرًا ما يتخذ أصحاب العمل التدابير اللازمة لتكييف محطات العمل. غالبًا ما ترفض التكيفات المحددة للأشخاص المصابين بالتوحد، مثل مكتب فردي بدلاً من تصميم مفتوح، أو إبقاء أبواب المكتب مغلقة، أو الابتعاد عن المصعد، على أساس أن "على الجميع بذل جهد". علاوة على ذلك، لا يُولى اهتمام كبير لإرهاق الأشخاص المصابين بالتوحد في أماكن العمل غير المناسبة لإعاقتهم، على الرغم من حقيقة أن حوالي 80% من العمال الذين شملهم استطلاع مالاكوف ميديريك أفادوا بإرهاق أكبر من الأشخاص غير المصابين بالتوحد. أكثر من نصف العمال المصابين بالتوحد الذين شملهم الاستطلاع يرغبون في العمل لساعات متقطعة، لتجنب وجود عدد كبير من الزملاء ووسائل النقل العام المزدحمة.
إن المشكلة المتكررة هي التراخي التدريجي في جهود التكامل بعد التوظيف، أو الرأي القائل بأن الأشخاص المصابين بالتوحد القادرين على التعويض عن إعاقتهم في العمل لا يحتاجون إلى التكيف مع مرور الوقت. ترتبط صعوبات إمكانية الوصول والتكيف في محطة العمل بصعوبة توفير الوصول إلى العملاء المصابين بالتوحد من جانب المحترفين (تصفيف الشعر، دروس القيادة، تجارة التجزئة الشاملة بشكل عام)، وهو أمر غائب تمامًا تقريبًا في فرنسا، في حين توفر مثل هذا الوصول في العالم الأنجلوسكسوني.

### عدم الأجر أو الاستغلال
كانت هناك تقارير عن استغلال العمال المصابين بالتوحد من قبل زملاء أو أصحاب عمل خبيثين، نتيجة لسذاجتهم المتكررة عندما يتعلق الأمر بالعلاقات الإنسانية، وخاصة في السنوات الأولى من البلوغ. ومن المقبول على نطاق واسع أيضًا أن الوظائف المخصصة للأشخاص ذوي الإعاقة تدفع أجور أقل منها للأشخاص الأصحاء.
لا تدفع العديد من الشركات للأشخاص المصابين بالتوحد مقابل عملهم، دون تفسير السبب، وخاصة المستقلين. ويقدم تقرير جوزيف شوفانيك تقديرًا لحوالي ثلث العمل غير مدفوع الأجر، في تحدٍ للالتزامات القانونية، حيث يتردد الأشخاص المصابون بالتوحد بشكل واضح في تقديم شكوى أو تهديد الشركات المعنية. ويشهد بأنه كان ضحية لممارسات سيئة في حياته المبكرة، مثل عدم حصوله على أجر مقابل ترجماته بعد الانتهاء منها.

### المعتقدات المرتبطة بدرجة مفترضة من التوحد
على الرغم من وجود تنوع كبير في الملفات الشخصية بين الأشخاص المصابين بالتوحد، فإن وجود إعاقة ذهنية أمر نادر للغاية مما يتصوره أصحاب العمل. بل إن غياب مهارات اللغة الشفهية هو ما يعرض فرص النجاح المهني للخطر بشكل كبير. كلما اعتُبر التوحد لدى الشخص "خفيفًا" ظاهريًا، زادت فرصه في الحصول على وظيفة مجزية. تتعلق الأخيرة في أغلب الأحيان بالأشخاص الذين شخصوا فعليًا بمتلازمة أسبرجر أو "التوحد عالي الأداء".
يشير جوزيف شوفانيك إلى وجود "أسطورة حول الشخص التوحدي عالي الأداء"، مما يدعم الاعتقاد بوجود "رابط بين الدرجة المزعومة من التوحد واضطرابات السلوك". على سبيل المثال، يستشهد بتجربة التوظيف لمجموعة أندروس، والتي قامت بشكل أساسي بتجنيد الشباب البالغين المصابين بالتوحد غير اللفظي، والذين صنفوا على أنهم "مصابون بمتلازمة أسبرجر" بمجرد توظيفهم. يميل أصحاب العمل المحتملون إلى طلب ملفات تعريف "أسبرجر" فقط، على الرغم من حقيقة عدم وجود بحث يظهر أي رابط بين هذه الفئة الطبية السابقة والكفاءة المهنية الأكبر.

## مقاسات

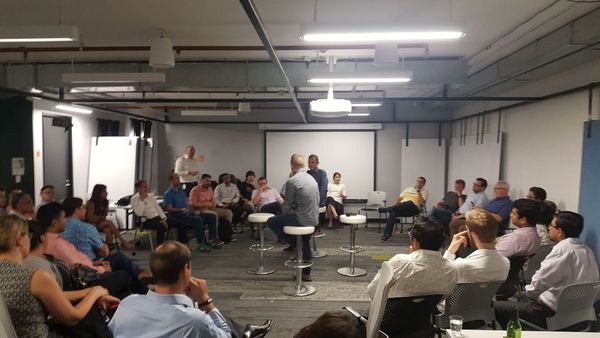
جلسة تدريب داخلية

يعتمد التكامل الناجح في مكان العمل على التعلم من جانب العاملين المصابين بالتوحد، وعلى التكيف مع ظروف عملهم. تختبر تدابير مختلفة، مع الأخذ في الاعتبار الصعوبات مثل مقابلات العمل والاستقلالية والتكيف مع محطة العمل. يشجع أصحاب العمل في المملكة المتحدة على أخذ ملفات تعريف التوحد في الاعتبار، على سبيل المثال من خلال عدم طلب مهارات الاتصال إذا كانت الوظيفة لا تتطلبها، وتجنب تقييم المرشحين على تفاعلاتهم الاجتماعية أثناء مقابلة العمل، لتشجيع التكامل في الوظيفة. في ألمانيا (2012)، يوجد موقع على شبكة الإنترنت يهدف إلى ربط أصحاب العمل مع بعضهم البعض والذين يبحثون عن مهارات أو ملفات تعريف معينة يمكن للأشخاص المصابين بالتوحد الاستجابة لها. في هولندا، إنشأ مخطط مماثل حتى يتمكن الباحثون عن عمل المصابون بالتوحد من إنشاء ملف شخصي عبر الإنترنت والحصول على الدعم من خلال تسليط الضوء على نقاط قوتهم. يعتقد جوزيف شوفانيك أن الأشخاص المصابين بالتوحد يحتاجون إلى التدريب والتوجيه المهني لمواجهة صعوبات الحياة العملية. ومن ناحية أخرى، تؤكد تيمبل جراندين أن الدعم الذي قدمه لها معلموها وأولئك الذين علموها المهارات الاجتماعية كان ضروريًا.

تصر داون هندريكس على ضرورة توفير فرص عمل، أي البحث عن وظيفة تستهدف اهتمامات الشخص ونقاط قوته. إن التركيز الطبي السلبي على عجز الأشخاص المصابين بالتوحد يؤدي غالبًا إلى إلقاء اللوم على الفرد على ما هو عليه، بدلاً من تكييف البيئة والتنظيم الاجتماعي مع الإعاقة. إن التدخلات التي تركز على العجز مفيدة لتحديد مجالات الصعوبة، ولكنها لا يكون لها تأثير يذكر، إن وجد، في العثور على وظيفة والاحتفاظ بها:
وينبغي للتدخلات الموجهة للبالغين المصابين بالتوحد أن تركز بدلاً من ذلك على تحديد الحواجز والعوامل التي تسهل حصولهم على عمل وتخفيف نقاط ضعفهم من خلال تعزيز نقاط قوتهم وتعزيزها. ميليسا سكوت وآخرون.
وقد أجريت أبحاث في المملكة المتحدة وأستراليا حول تكلفة العائد على الاستثمار لهذه التدابير. على مدى ثماني سنوات، حقق دعم التوظيف للأشخاص المصابين بالتوحد عالي الأداء أو متلازمة أسبرجر في المملكة المتحدة ربحًا. تعتبر التدابير الخاصة بالأشخاص المصابين بالتوحد أكثر فعالية من التدابير العامة. كما أظهر المسح الأسترالي الذي شمل 59 صاحب عمل أن هذه التدابير مفيدة للشركات، ولا تولد تكاليف إضافية. إن التزام الدول بتوظيف البالغين المصابين بالتوحد له مصلحة اقتصادية، من خلال تقليل اللجوء إلى المزايا الاجتماعية، وزيادة الإيرادات من المساهمات والضرائب. نادرًا ما يكون الإدماج الاجتماعي والمهني للأشخاص المصابين بالتوحد موضوعًا لبرامج العمل، لدرجة أن وجود المشكلة يظل غير معروف في غالبية البلدان.

### دعم التوظيف
ولتشجيع التوظيف والاحتفاظ بالأشخاص المصابين باضطراب طيف التوحد في العمل، وفقاً لمسح أجراه الضمان الاجاعي السويسري (2015)، فإن الرافعة الرئيسية هي إنشاء تدابير التوجيه والتدريب المهني المصممة خصيصاً لتلبية احتياجاتهم المحددة. وعلى وجه الخصوص، توصي الدراسة باستخدام برامج التدريب على العمل وإدارة الحالات؛ كما توصي الوكالة الوطنية الفرنسية للبحث العلمي أيضًا بالتدريب على العمل. تستهدف برامج التدريب المهني عمومًا الوظائف التي تحتوي على مستويات منخفضة جدًا من المسؤولية. هناك عدد قليل، إن وجد، من المبادرات التي تستهدف المناصب التي تعتبر أكثر هيبة. تثبت هذه الدعمات (بما في ذلك JobTIPS، وبرنامج الدعم والتوظيف الفردي (IPS)، وبرنامج التوحد: بناء الروابط للتوظيف (ABLE) في أيرلندا الشمالية، ومشروعات البحث الأمريكية42  وغيرها من البرامج66) فعاليتها بشكل عام، بمعدلات نجاح تصل إلى 90%، على الرغم من أن عوامل النجاح الدقيقة لم تحدد بعد. يتم الحكم على فعالية هذا الدعم بشكل أكثر إيجابية من قبل صاحب العمل مقارنة بالأشخاص المصابين بالتوحد أنفسهم وأسرهم. يمكن التمييز بينهما حسب الجنس، حيث يبدو أنهما أكثر فعالية مع الرجال مقارنة بالنساء؛ وبشكل عام، هناك أبحاث أقل حول النساء مقارنة بالرجال.
يبدو أن زيادة الاستقلالية من خلال العلاج المهني مفيدة للغاية. يمكن أن توفر محاكاة الأقران (مجموعات المناقشة بين البالغين المصابين بالتوحد أو بين البالغين المصابين بالتوحد وغير المصابين به) أيضًا دعمًا فعالًا. دور المدرب هو تعليم الموظف المصاب بالتوحد كيفية التكيف مع قواعد وثقافة الشركة. يمكن أيضًا استدعاء عامل اجتماعي أو مرشد في مكان العمل. التدريب أثناء العمل أكثر فعالية من المحاكاة. ومع ذلك، يبدو أن التدريب على المقابلات الوظيفية الافتراضية (بدعم من الكمبيوتر) فعال؛ ويمكن أيضًا استكشاف استخدام نماذج الفيديو لتعلم كيفية الرد على الهاتف.
تشير العديد من الشهادات إلى الاستخدام المدمر للأساليب العلمية الزائفة أو ناقلات الانحرافات الطائفية في مجال تدريب الأعمال، مثل التاروت التنجيمي، والبرمجة اللغوية العصبية، والتحليل المعاملاتي. في 11 نوفمبر 2012، نبهت منظمة مراقبة حقوق التوحد غير الحكومية MIVILUDES إلى تطور التدريب في مجال الرعاية الصحية، واستمرار النظريات النفسية التحليلية غير المؤكدة التي تستهدف الأشخاص المصابين بالتوحد في فرنسا.
في فرنسا في عام 2015، كانت الدائرة العائلية والمنظمات العامة مثل مركز التوظيف و كاب إمبلوي هي المدربين "الفعليين" الرئيسيين للبالغين المصابين بالتوحد الذين يشاركون في البحث عن عمل. كانت ردود الفعل من المنظمتين الأخيرتين سلبية بشكل عام (2015)، وخاصة فيما يتعلق بمتطلب التعيينات المنتظمة، مما يولد التوتر وانقطاعات في الاستحقاقات. وكانت ردود الفعل من الأنظمة الموازية المتخصصة في مرض التوحد، سواء في فرنسا أو في إنجلترا وإسرائيل، أكثر إيجابية. في الهند، يستفيد الأشخاص المصابون بالتوحد من تدابير دعم التوظيف في قطاع الإعاقة.
يمكن دعم دمج الأشخاص المصابين بالتوحد في الوظائف من خلال إدارة الموارد البشرية، التي تطور دورها بشكل كبير لدعم التنمية الشخصية للموظفين.

### تكييف ظروف العمل

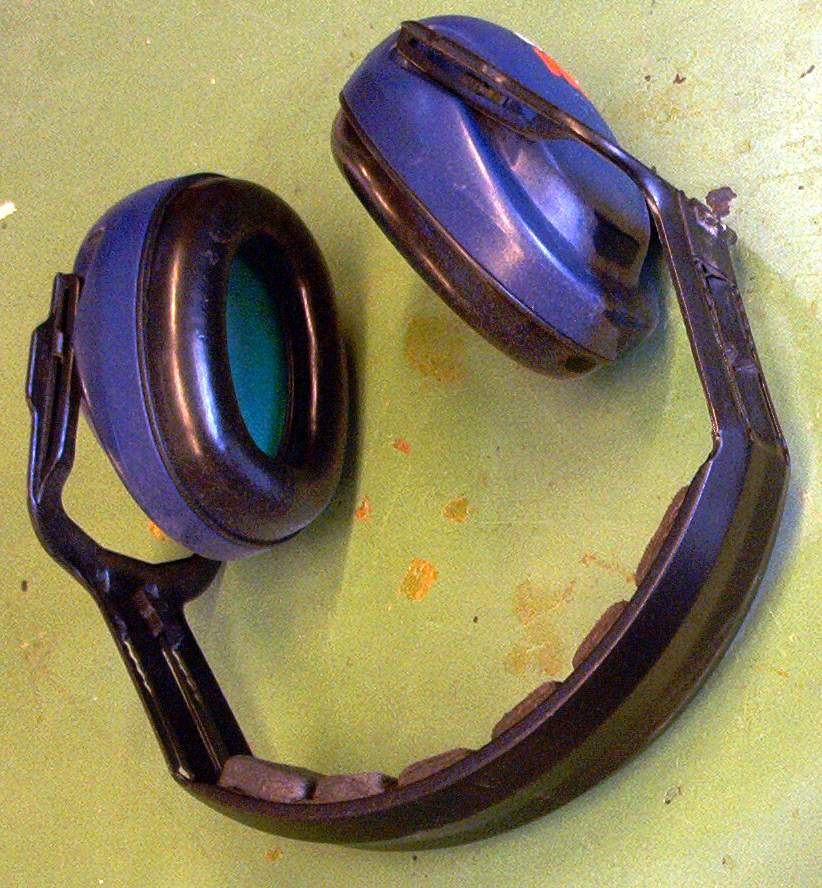
هناك العديد من نماذج سماعات إلغاء الضوضاء المناسبة للأشخاص الذين يعانون من فرط الحساسية السمعية.

وفقًا لـ تمبل جراندين، فإن تكييف محطة العمل مع فرط الحساسية الحسية غالبًا ما يتطلب القليل من التكيفات. من الممكن استخدام سماعات إلغاء الضوضاء، والتخلص من الأجراس الصاخبة والأضواء النيونية، واستخدام المزيد من الاتصالات المكتوبة. إن الطلب المتكرر للتكيف هو التواصل عبر البريد الإلكتروني بدلاً من الهاتف. وتشير مؤسسة مالاكوف ميديريك إلى أن رفع مستوى الوعي الجماعي، وتكييف ساعات العمل، وأخذ الجوانب الحسية في الاعتبار هي ثلاثة عناصر ضرورية للتكامل الناجح. بالنسبة للحساسيات البصرية، يبدو أن النظارات الملونة فعالة. تأخذ الجوانب الحسية في الاعتبار في بعض البلدان (مثل الدنمارك، حيث تضع شركة أخصائي متخصصي تكنولوجيا المعلومات المصابين بالتوحد في مكاتب فردية ذات إضاءة ملائمة) ولكن ليس في بلدان أخرى، ولا سيما فرنسا. في الولايات المتحدة، هناك العديد من العناصر المعروضة للبيع والمصممة خصيصًا للمساعدة في إدارة الحواس، مثل السترات التي تمارس ضغطًا قابلًا للتعديل على أجزاء معينة من الجسم.
يصبح التفاهم المتبادل أسهل إذا كانت المهام المطلوبة قابلة للتنبؤ بها ومنظمة ومحددة بوضوح. يمكن أن يكون استخدام الوسائل البصرية مفيدًا جدًا. تتوفر حلول مختلفة (الاسترخاء، الأدوية) لإدارة القلق. غالبًا ما يرتبط القلق بالحساسية المفرطة. يمكن أن يكون التحكم في المشاعر تحديًا، وخاصة الغضب. ومن ناحية أخرى، يتم حل العديد من صعوبات العمل من خلال الحصول على نوعية نوم جيدة.

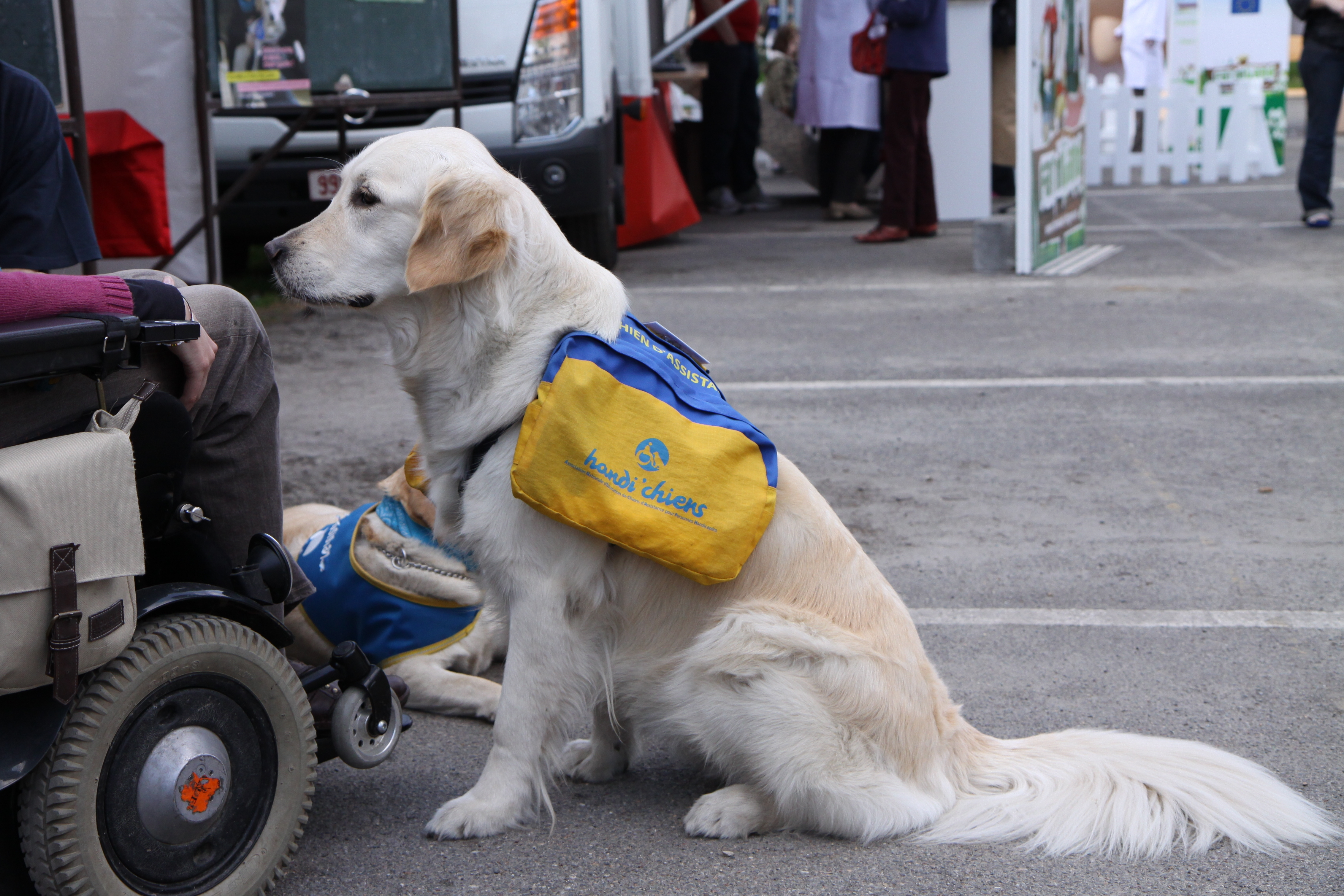
كلب مساعد مخصص لمساعدة الأشخاص ذوي الإعاقات الجسدية أو العقلية

هناك عدد من التعديلات على محطة العمل مفيدة للإعاقات الأخرى غير التوحد، وخاصة استخدام الكلاب المساعدة، والتي تتعلق أيضًا بالإعاقات البصرية. إن التكيف مع ظروف العمل قد يكون له تأثير إيجابي ثنائي الجانب. على سبيل المثال، على عكس غالبية الأشخاص غير المصابين بالتوحد، يفضل بعض المصابين بالتوحد العمل في الليل، وبالتالي يكونون أكثر إنتاجية.

## التغطية الإعلامية
إن مبادرات التوظيف التي تستهدف الأشخاص المصابين بالتوحد على وجه التحديد هي مبادرات حديثة جدًا وتولد عمومًا الحماس والدعم التلقائي. لقد تلقوا قدرًا معينًا من التغطية الإعلامية، مما أدى إلى خلق تحيز إدراكي واعتقاد بأن قضية توظيف المصابين بالتوحد قد حلت بالفعل.
هناك أيضًا عدد من المسلسلات التلفزيونية التي تعرض بالغين مصابين بالتوحد في مهن مرموقة. بينيديكت كومبرباتش، في دور المحقق شيرلوك هولمز في مسلسل شيرلوك الذي عرضته هيئة الإذاعة البريطانية عام 2010، يشير صراحةً إلى متلازمة أسبرجر. في فيلم المحاسب لعام 2016، تعمل الشخصية الرئيسية المصابة بالتوحد (التي يلعبها بن أفليك) كمحاسب جنائي. المسلسل الكوري الطبيب الجيد (2013) والمسلسل الأمريكي الطبيب الجيد (2017) يتميزان بجراح شاب مصاب بالتوحد (يلعبه جو وون في المسلسل الكوري وفريدي هايمور في المسلسل الأمريكي) يواجه الوصمة والتحيز في بيئته المهنية. المسلسل الفرنسي البلجيكي أسترازينيكا (2008) يتناول قصة جراح شاب مصاب بالتوحد ويعاني من انخفاض شديد في احترام الذات. المسلسل الفرنسي البلجيكي أستريد ورافاييل (2019) لديه أرشيف مصاب بالتوحد (لعبت دوره سارة مورتنسن) يعمل في قسم التحقيقات الجنائية كواحدة من الشخصيتين الرئيسيتين.